# Avlidna 2019
Detta är en lista över kända personer som har avlidit under 2019.

## Januari

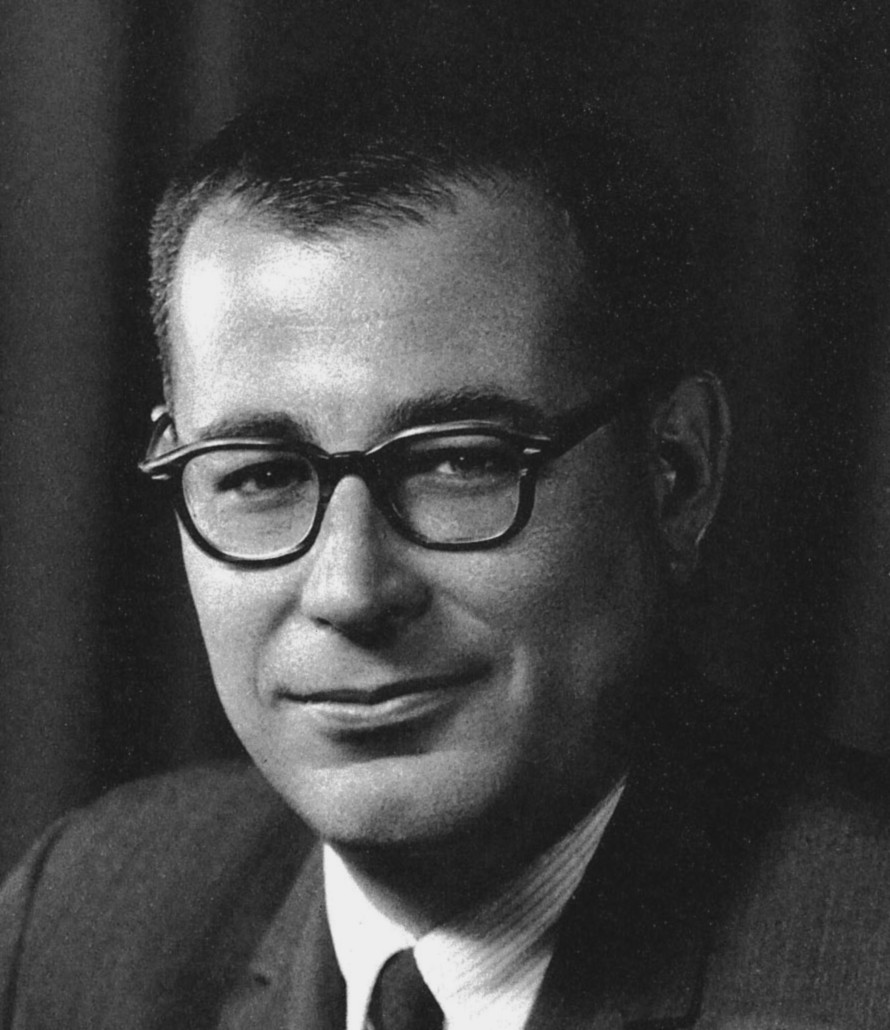
Den amerikanske tidigare försvarsministern Harold Brown avled 4 januari, 91 år gammal.

- 3 januari – Christine de Rivoyre, 97, fransk författare och journalist.[1]
- 4 januari – Harold Brown, 91, amerikansk fysiker och demokratisk politiker, försvarsminister 1977–1981.[2]
- 5 januari – Eric Haydock, 75, brittisk basist (The Hollies).[3]
- 6 januari – Lamin Sanneh, 76, gambiansk-amerikansk religionshistoriker.[4]
- 6 januari – W. Morgan Sheppard, 86, brittisk skådespelare.[5]
- 7 januari – Bernard Tchoullouyan, 65, fransk judoutövare.[6]
- 8 januari – Guje Lagerwall, 100, svensk skådespelare.[7]
- 9 januari – Verna Bloom, 80, amerikansk skådespelare.[8]
- 9 januari – Kjell Bäckman, 84, svensk skridskoåkare.[9]
- 10 januari – Bengt Dalunde, 91, svensk barnskådespelare, skådespelare och filmfotograf.[10]
- 11 januari – Michael Atiyah, 89, brittisk matematiker och geometriker.[11]
- 11 januari – John Gunderson, 76, amerikansk psykiater.[12]
- 12 januari – Özcan Eralp, 83, svensk-turkisk serietecknare.[13]
- 12 januari – Benkt-Erik Hedin, 84, svensk författare och översättare.[14]
- 13 januari – Bonnie Guitar, 95, amerikansk sångare, musiker och affärskvinna.[15]
- 14 januari – Paweł Adamowicz, 53, polsk politiker, borgmästare i Gdańsk sedan 1998.[16]
- 15 januari – Carol Channing, 97, amerikansk skådespelare, sångare, komiker och musikalartist (Hello, Dolly!).[17]
- 17 januari – Hans Franzén, 78, svensk ingenjör och företagsledare, medgrundare av OEM.[18][19]
- 18 januari – Dale Dodrill, 92, amerikansk utövare av amerikansk fotboll.[20]
- 18 januari – Hans Erik Engqvist, 84, svensk författare.[21]
- 19 januari – Gert Frank, 62, dansk tävlingscyklist.[22]
- 19 januari – May Menassa, 79, libanesisk författare och journalist.[23]
- 20 januari – Gunnar Nordbeck, 87, svensk militär och ämbetsman.[24]
- 21 januari – Göran Högberg, 70, svensk idrottare.[25]
- 21 januari – Emiliano Sala, 28, argentinsk fotbollsspelare.[26]
- 23 januari – Nils Hasselmo, 87, svensk-amerikansk språkforskare, akademiker och administratör, University of Minnesotas rektor (1988–1997) och AAU:s president (1998–2006).[27]
- 23 januari – Jonas Mekas, 96, litauisk-amerikansk filmskapare, konstnär och poet.[28]
- 23 januari – Erik Olin Wright, 71, amerikansk marxistiskt influerad sociolog.[29]
- 25 januari – Roland Keijser, 74, svensk jazzmusiker.[30]
- 25 januari – Florence Knoll, 101, amerikansk arkitekt och möbeldesigner.[31]
- 25 januari – Dušan Makavejev, 86, serbisk (jugoslaviskfödd) filmregissör och manusförfattare.[32]
- 26 januari – Jarl Hammarberg, 78, svensk författare och esperantist.[33]
- 26 januari – Jean Guillou, 88, fransk kompositör, organist och pianist.[34]
- 26 januari – Michel Legrand, 86, fransk kompositör.[35]
- 27 januari – Nina Fjodorova (även känd som Nina Balditjova), 71, rysk längdskidåkare, världsmästare och olympisk mästare.[36]
- 28 januari – Susan Hiller, 78, amerikansk konstnär och antropolog.[37]
- 28 januari – Mourad Medelci, 75, algerisk politiker, utrikesminister 2007–2013.[38]
- 28 januari – Otto Schubiger, 94, schweizisk ishockeyspelare.[39]
- 29 januari – Jane Aamund, 82, dansk författare.[40]
- 29 januari – Kalle Achté, 90, finländsk psykiater och psykoanalytiker[41]
- 29 januari – Hans Normann Dahl, 81, norsk målare, grafiker och illustratör.[42]
- 29 januari – George Fernandes, 88, indisk politiker, försvarsminister 1998–2001 och 2001–2004.[43]
- 29 januari – James Ingram, 66, amerikansk soul- och RnB-sångare och låtskrivare.[44]
- 30 januari – Dick Miller, 90, amerikansk skådespelare.[45]
- 31 januari – Kálmán Ihász, 77, ungersk fotbollsspelare.[46]

## Februari

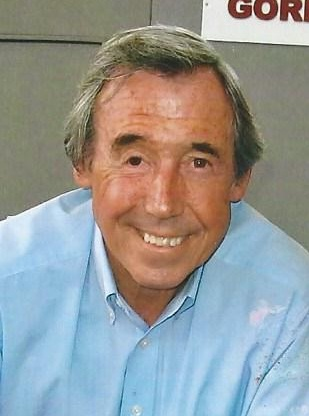
Den engelske fotbollsmålvakten Gordon Banks avled 12 februari, 81 år gammal.

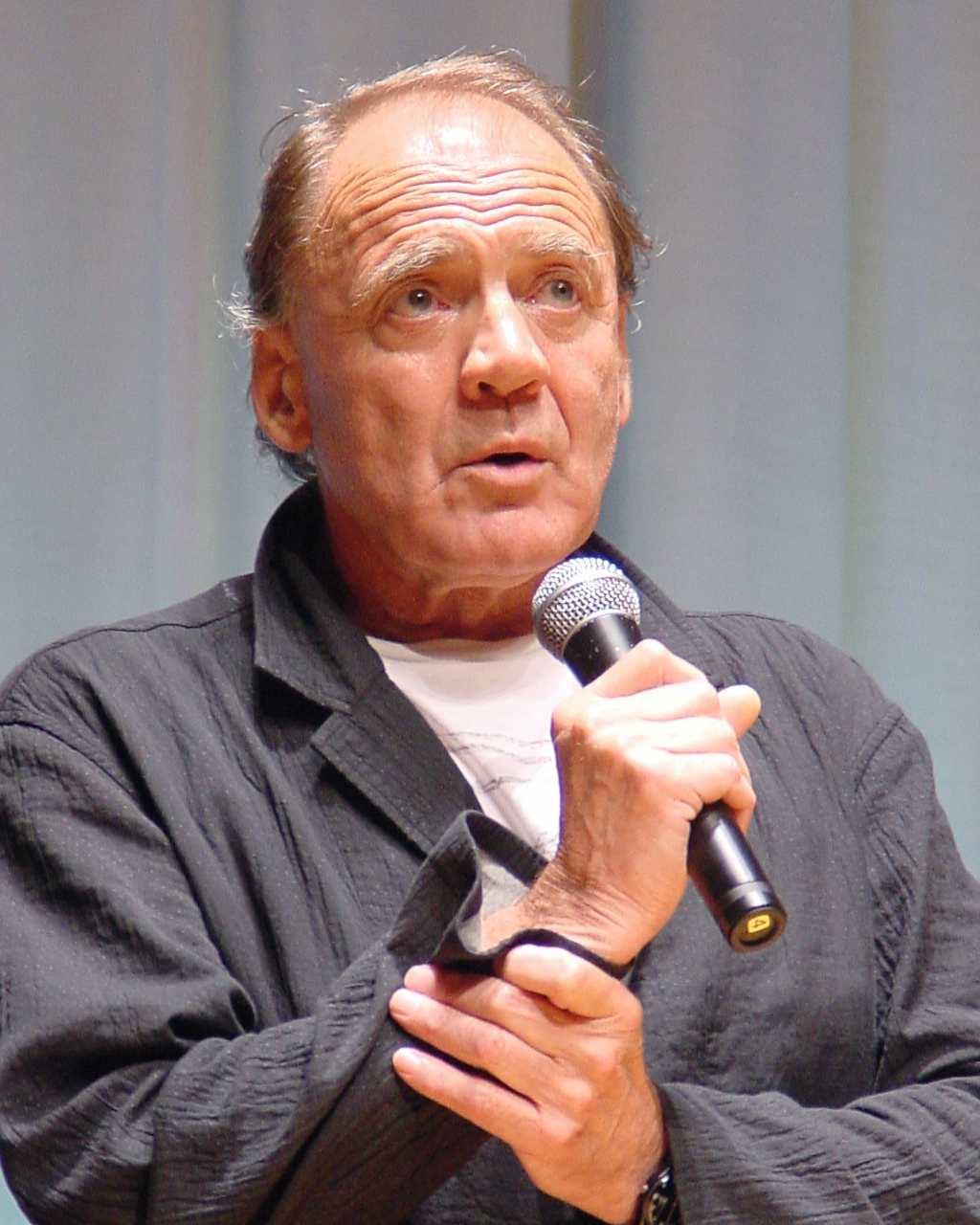
Den schweiziske skådespelaren Bruno Ganz avled 16 februari, 77 år gammal.

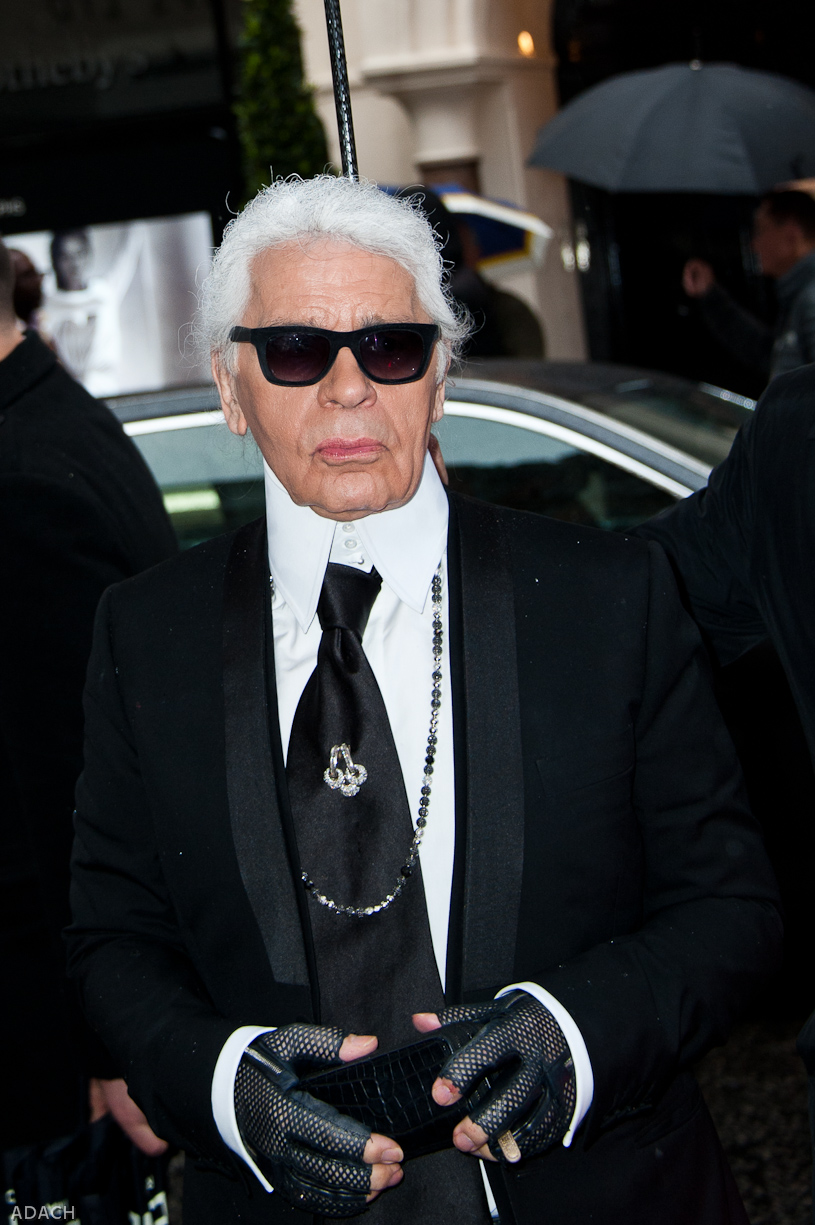
Den tysk-franske modedesignern Karl Lagerfeld avled 19 februari, 85 år gammal.

- 1 februari – Clive Swift, 82, brittisk skådespelare (Skenet bedrar, etc).[47]
- 2 februari – Carol Emshwiller, 97, amerikansk författare.[48]
- 3 februari – Julie Adams, 92, amerikansk skådespelare.[49]
- 4 februari – Bernard Lietaer, 76, belgisk civilingenjör, ekonom, författare och professor.[50]
- 4 februari – Matti Nykänen, 55, finländsk backhoppare.[51]
- 4 februari – Izzy Young, 90, svensk-amerikansk musikpersonlighet inom amerikansk och svensk folkmusik.[52]
- 5 februari – Václav Vorlíček, 88, tjeckisk filmregissör.[53]
- 6 februari – Rudi Assauer, 74, tysk fotbollsspelare och tränare.[54]
- 6 februari – Manfred Eigen, 91, tysk biofysiker och kemist, nobelpristagare i kemi 1967.[55]
- 6 februari – Todor Kavaldzjiev, 85, bulgarisk politiker, vicepresident 1997–2002.[56]
- 6 februari – Rosamunde Pilcher, 94, brittisk författare.[57]
- 7 februari – John Dingell, 92, amerikansk demokratisk politiker, representanthusledamot 1955–2015 (den långvarigaste ledamoten i representanthusets historia).[58]
- 7 februari – Albert Finney, 82, brittisk skådespelare.[59]
- 7 februari – Per Olov Jansson, 98, finländsk fotograf och författare.[60]
- 7 februari – Jan Olszewski, 88, polsk politiker, premiärminister 1991–1992.[61]
- 8 februari – Sergej Jurskij, 83, rysk (sovjetiskfödd) skådespelare, regissör och manusförfattare.[62]
- 10 februari – Carmen Argenziano, 75, amerikansk skådespelare (Stargate SG-1).[63]
- 10 februari – Jan-Michael Vincent, 73, amerikansk skådespelare.[64]
- 11 februari – Alix av Luxemburg, 89, luxemburgsk prinsessa.[65]
- 11 februari – Sibghatullah Mojaddedi, 93, afghansk politiker, president 1992.[66]
- 12 februari – Gordon Banks, 81, engelsk fotbollsmålvakt.[67]
- 12 februari – Lyndon LaRouche, 96, amerikansk politisk aktivist.[68]
- 12 februari – Olli Lindholm, 54, finländsk sångare.[källa behövs]
- 13 februari – Idriz Ajeti, 101, kosovarisk albansk lingvist.[69]
- 13 februari – Paul Cain, 89, amerikansk evangelistisk predikant.[70]
- 15 februari – Lee Radziwill, 85, amerikansk societetskvinna och inredningsdesigner, syster till Jacqueline Kennedy.[71]
- 16 februari – Don Bragg, 83, amerikansk stavhoppare.[72]
- 16 februari – Bruno Ganz, 77, schweizisk skådespelare (Undergången, etc).[73]
- 16 februari – Gene Littler, 88, amerikansk golfspelare.[74]
- 16 februari – Charles Mungoshi, 71, zimbabwisk författare.[75]
- 16 februari – Peter Sandelin, 88, finlandssvensk poet och bildkonstnär.[76]
- 17 februari – Inger Egler, 83, svensk programledare, tv-hallåa och sändningsledare.[77][78]
- 17 februari – Šaban Šaulić, 67, serbisk folk- och popsångare.[79]
- 18 februari – Anna Borgeryd, 49, svensk företagsledare (Polarbröd).[80]
- 19 februari – Karl Lagerfeld, 85, tysk-fransk modeskapare.[81]
- 21 februari – Stanley Donen, 94, amerikansk filmregissör, filmproducent och koreograf.[82]
- 21 februari – Bert Månson, 77, svensk låtskrivare.[83]
- 21 februari – Peter Tork, 77, amerikansk basist, sångare och skådespelare (The Monkees).[84]
- 22 februari – Morgan Woodward, 93, amerikansk skådespelare.[85]
- 23 februari – Douglas, 51, brasiliansk-svensk ljusröd ara som medverkade i Pippi Långstrump på de sju haven.[86]
- 23 februari – Katherine Helmond, 89, amerikansk skådespelare.[87]
- 24 februari – Hans Dahlberg, 88, svensk skådespelare, regissör, utrikesjournalist, programledare, författare och översättare.[88]
- 24 februari – Antoine Gizenga, 93, kongolesisk politiker, premiärminister i Kongo-Stanleyville 1960–61 och i Kongo-Kinshasa 2006–2008.[89]
- 24 februari – Bengt Hultqvist, 91, svensk rymdfysiker.[90]
- 25 februari – Lars Braw, 98, svensk journalist och chefredaktör.[91][92]
- 25 februari – Mark Hollis, 64, brittisk musiker och singer-songwriter (Talk Talk).[93]
- 25 februari – Lisa Sheridan, 44, amerikansk skådespelare.[94]
- 26 februari – Elis Johansson, 95, svensk bandyspelare.[95]
- 26 februari – Magnus Lindberg, 66, svensk musiker och sångare (Grymlings, etc).[96]
- 26 februari – Ivar Nilsson, 85, svensk skridskoåkare.[97]
- 27 februari – Rabindra Adhikari, 49, nepalesisk minister och politiker i Nepals kommunistiska parti.[98]
- 27 februari – France-Albert René, 83, seychellisk politiker, premiärminister 1976–77 och president 1977–2004.[99]
- 27 februari – Doug Sandom, 89, brittisk trummis (The Who, etc).[100]
- 28 februari – André Previn, 89, amerikansk kompositör, dirigent och pianist.[101]

## Mars

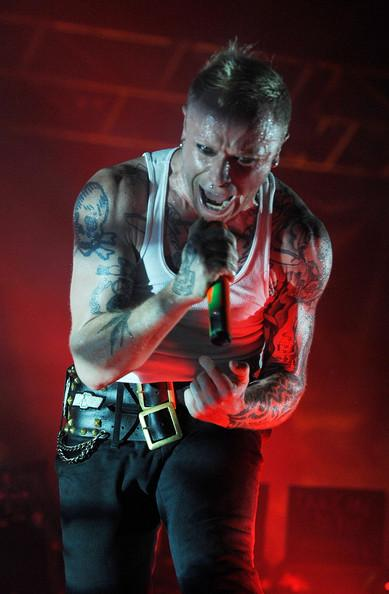
Den brittiske sångaren Keith Flint avled 4 mars, 49 år gammal.

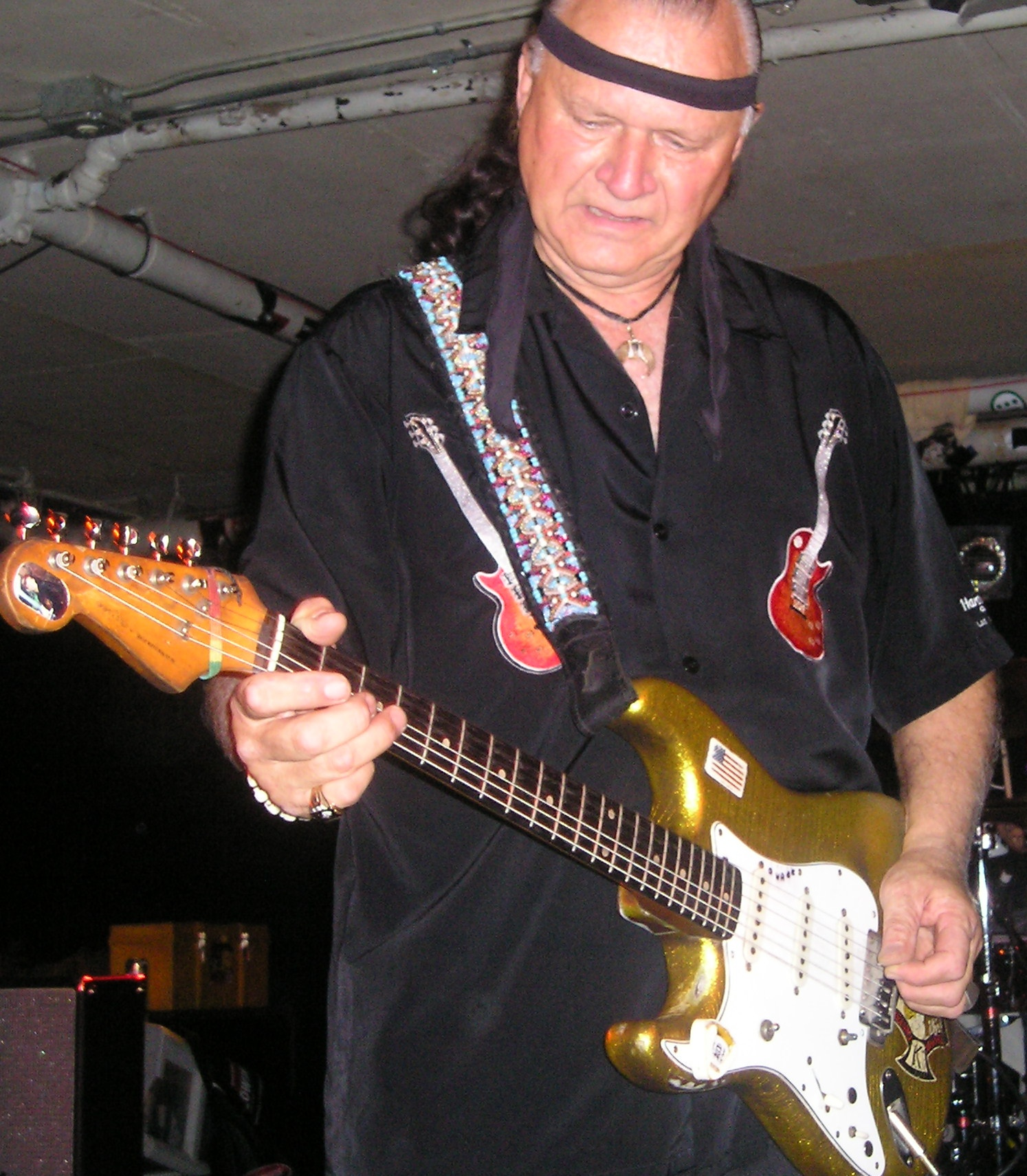
Den amerikanske gitarristen Dick Dale avled 16 mars, 81 år gammal.

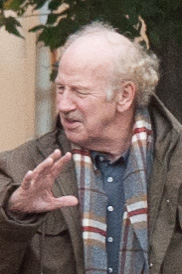
Den norske skådespelaren Jon Skolmen avled 28 mars, 78 år gammal.

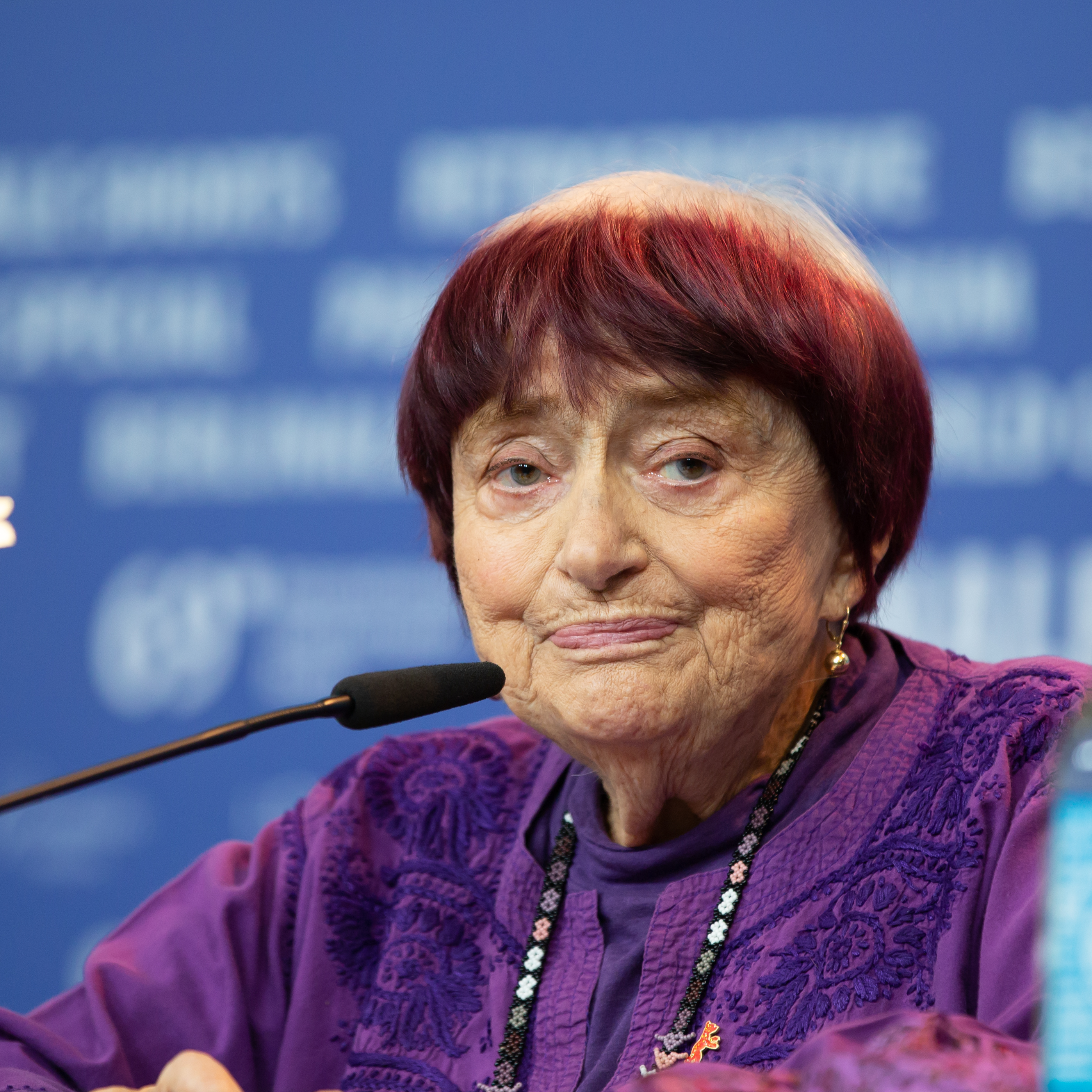
Den franska filmregissören Agnès Varda avled 29 mars, 90 år gammal.

- 1 mars – Zjores Alfjorov, 88, rysk fysiker, nobelpristagare i fysik 2000.[102]
- 1 mars – Mats Huddén, 71, svensk skådespelare.[103]
- 1 mars – Kevin Roche, 96, irländsk-amerikansk arkitekt.[104]
- 2 mars – Arnulf Baring, 86, tysk jurist, statsvetare, samtidshistoriker och författare.[105]
- 2 mars – David Held, 67, brittisk statsvetare.[106]
- 2 mars – Keith Harvey Miller, 94, amerikansk republikansk politiker, guvernör i Alaska 1969–1970.[107]
- 3 mars – Peter Hurford, 88, brittisk organist och kompositör.[108]
- 4 mars – Keith Flint, 49, brittisk sångare och musiker (The Prodigy).[109]
- 4 mars – Klaus Kinkel, 82, tysk politiker, justitieminister 1991–92 och utrikesminister 1992–98.[110]
- 4 mars – Ted Lindsay, 93, kanadensisk ishockeyspelare.[111]
- 4 mars – Luke Perry, 52, amerikansk skådespelare.[112]
- 5 mars – Jacques Loussier, 84, fransk pianist och kompositör.[113]
- 6 mars – Daniel Rudisha, 73, kenyansk kortdistanslöpare.[114]
- 6 mars – Carolee Schneemann, 79, amerikansk konstnär (bland annat inom performancekonst) och författare.[115]
- 7 mars – Guillaume Faye, 69, fransk journalist och författare.[116]
- 7 mars – Ralph Hall, 95, amerikansk demokratisk (senare republikansk) politiker, representanthusledamot 1981–2015.[117]
- 8 mars – Kelly Catlin, 23, amerikansk tävlingscyklist.[118]
- 8 mars – Roland Hedlund, 85, svensk skådespelare.[119]
- 8 mars – George Morfogen, 85, amerikansk skådespelare (Oz, V).[120]
- 8 mars – Juha Vakkuri, 72, finländsk författare och radioman.[121]
- 10 mars – Harry Howell, 86, kanadensisk-amerikansk ishockeyspelare.[122]
- 11 mars – Coutinho, 75, brasiliansk fotbollsspelare, världsmästare 1962.[123]
- 12 mars – Hans Dellner, 73, svensk militär, generaldirektör och chef för Flygtekniska försöksanstalten.[124]
- 13 mars – Harry Hughes, 92, amerikansk demokratisk politiker, guvernör i Maryland 1979–1987.[125]'
- 13 mars – Gerhard Nordström, 93, svensk målare och grafiker.[126]
- 14 mars – Birch Bayh, 91, amerikansk demokratisk politiker, senator för Indiana 1963–1981.[127]
- 14 mars – Godfried Danneels, 85, belgisk romersk-katolsk kardinal.[128]
- 14 mars – Ilona Novák, 93, ungersk simmare.[129]
- 14 mars – Charlie Whiting, 66, brittisk bilsportdomare och tävlingschef (Formel 1, etc).[130]
- 15 mars – Okwui Enwezor, 55, nigeriansk-amerikansk konsthistoriker, konstkritiker, utställningskurator och författare.[131]
- 15 mars – Bengt Gustafsson, 85, svensk militär, överbefälhavare 1986–1994.[132]
- 15 mars – Leif Henriksson, 75, svensk ishockeyspelare.[133]
- 15 mars – Johnny "Lam" Jones, 60, amerikansk kortdistanslöpare och fotbollsspelare.[134]
- 15 mars – W. S. Merwin, 91, amerikansk poet.[135]
- 16 mars – Dick Dale, 81, amerikansk gitarrist, pionjär inom surfmusiken.[136]
- 16 mars – Lilly Hansson, 91, svensk socialdemokratisk politiker, landshövding i Kopparbergs län 1986–1992.[137]
- 16 mars – Mohamed Mahmoud Ould Louly, 76, mauretansk militär, juntaledare och president 1979–80.[138]
- 17 mars – Ulf Bengtsson, 59, svensk bordtennisspelare.[139]
- 17 mars – Manohar Parrikar, 63, indisk politiker (BJP), försvarsminister 2014–2017.[140]
- 17 mars – David White, 79, amerikansk musiker och låtskrivare.[141]
- 18 mars – Willie Andréason, 85, svensk skådespelare.[142]
- 18 mars – Kenneth To, 26, australisk-hongkongsk simmare.[143]
- 22 mars – Frans Andriessen, 89, nederländsk konservativ politiker, finansminister 1977–80 och EU-kommissionär 1981–93.[144]
- 22 mars – Scott Walker, 76, amerikansk-brittisk sångare, musiker och låtskrivare.[145][146][147][148]
- 23 mars – Larry Cohen, 82, amerikansk filmregissör och manusförfattare (Det lever 1974, etc).[149]
- 23 mars – Rafi Eitan, 92, israelisk underrättelseagent som bland annat ledde operationen att infånga Adolf Eichmann i Argentina.[150]
- 23 mars – Lina Tjerjazova, 50, uzbekisk freestyleskidåkare.[151]
- 27 mars – Friedrich Achleitner, 88, österrikisk poet, arkitekturteoretiker och arkitekturkritiker.[152]
- 27 mars – Valerij Bykovskij, 84, rysk kosmonaut.[153]
- 27 mars – Jan Dydak, 50, polsk boxare.[154]
- 27 mars – Karin Holstius, 85, finländsk företagsekonom[155]
- 28 mars – Jon Skolmen, 78, norsk skådespelare och författare.[156]
- 29 mars – Anders Ehnmark, 87, svensk författare och journalist.[157][158]
- 29 mars – Agnès Varda, 90, fransk filmregissör.[159]
- 30 mars – Tania Mallet, 77, brittisk skådespelare och fotomodell (Goldfinger).[160]
- 30 mars – Lasse Petterson, 83, svensk skådespelare.[161][162]
- 31 mars – Britt Damberg, 82, svensk jazz- och schlagersångare.[163]
- 31 mars – Nipsey Hussle, 33, amerikansk rappare.[164]

## April

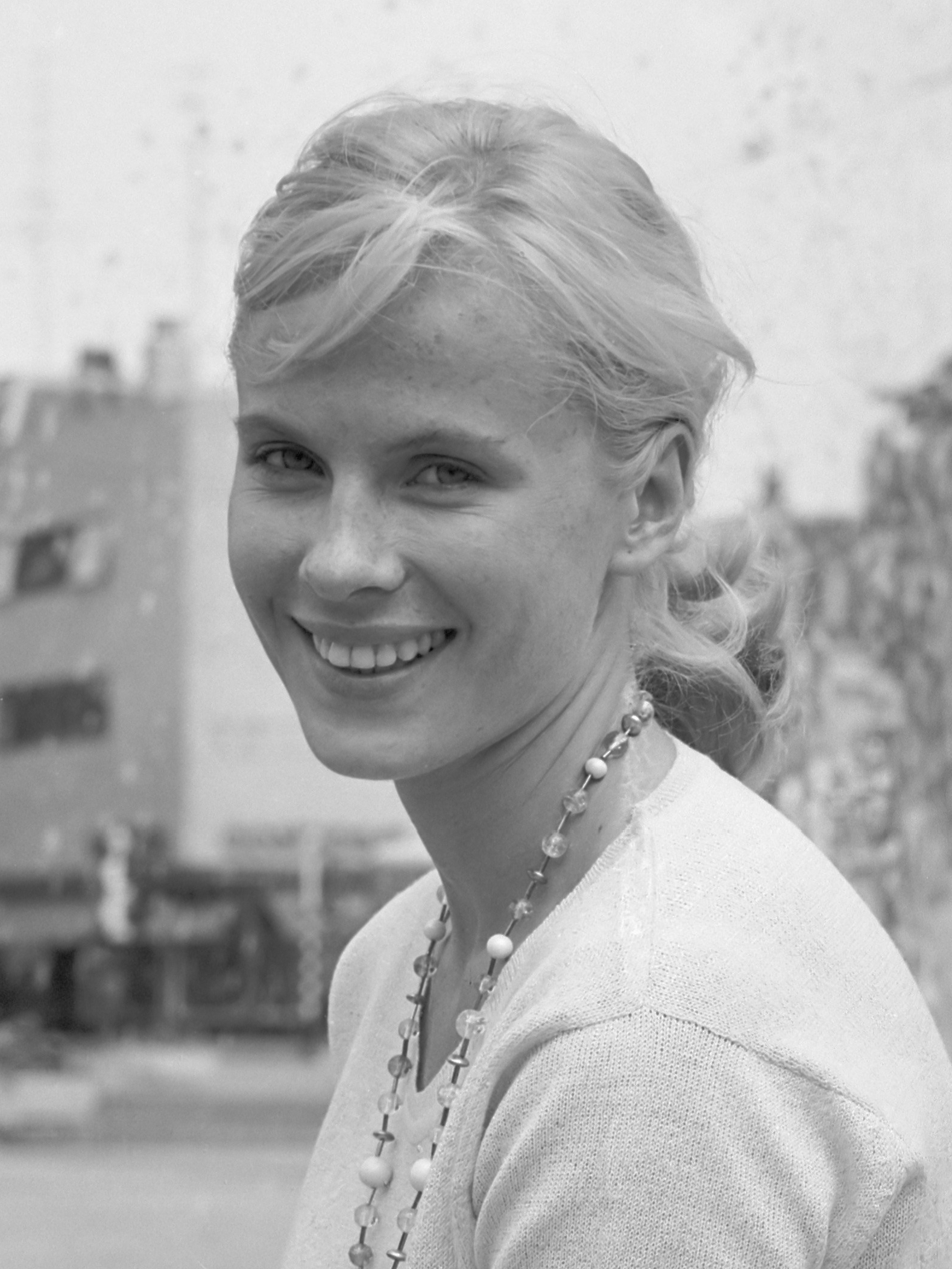
Den svenska skådespelaren Bibi Andersson avled 14 april, 83 år gammal.

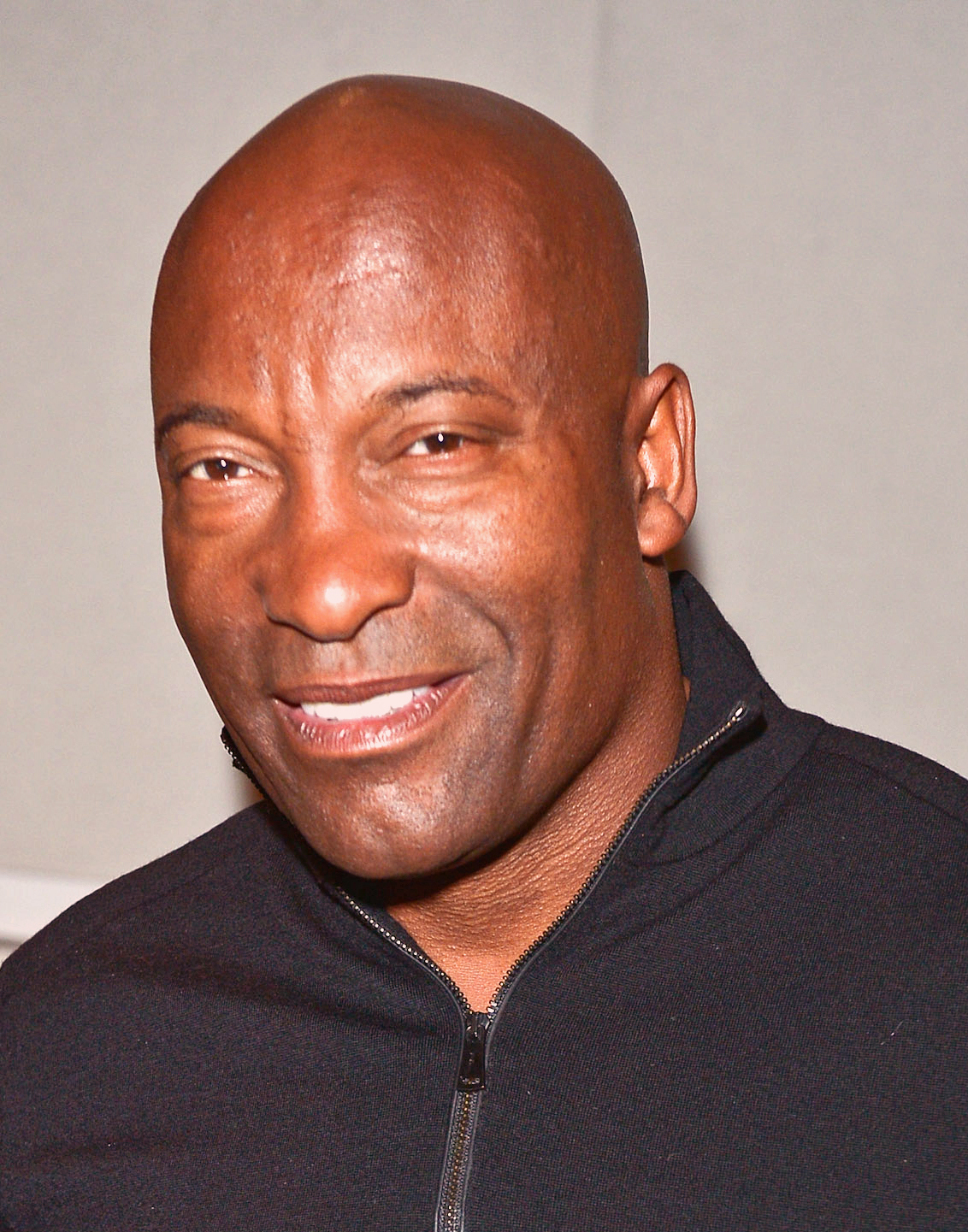
Den amerikanske filmskaparen John Singleton avled 28 april, 51 år gammal.

- 1 april – Vonda McIntyre, 70, amerikansk science fiction-författare.[165]
- 1 april – Rafael Sánchez Ferlosio, 91, spansk författare.[166]
- 2 april – Martin Fido, 79, brittisk författare, akademiker och radioprofil.[källa behövs]
- 3 april – Aleksej Buldakov, 68, rysk skådespelare.[167]
- 4 april – Georgij Danelija, 88, rysk-georgisk (sovjetiskfödd) filmregissör och manusförfattare.[168]
- 5 april – Sydney Brenner, 92, brittisk-sydafrikansk biolog, nobelpristagare i fysiologi eller medicin 2002.[169]
- 5 april – Ib Glindemann, 84, dansk jazzmusiker, kompositör och orkesterledare.[170]
- 5 april – Nina Lagergren, 98, halvsyster till Raoul Wallenberg och en drivande kraft i ansträngningarna att få klarhet i hans öde.[171][172]
- 5 april – Lasse Pöysti, 92, finländsk skådespelare och regissör.[173]
- 5 april – John Quarmby, 89, brittisk skådespelare.[174]
- 6 april – Shirin Akiner, 75, bangladeshisk-brittisk forskare och Centralasien-kännare.[källa behövs]
- 6 april - Mona Grain, 77, svensk sångare och revyartist.[175]
- 6 april – Ernest "Fritz" Hollings, 97, amerikansk demokratisk politiker, South Carolinas guvernör 1959–1963, senator för South Carolina 1966–2005.[176]
- 6 april – Nadia Regin, 87, serbisk skådespelare (Agent 007 ser rött, Goldfinger).[177]
- 6 april – David J. Thouless, 84, brittisk fysiker, nobelpristagare i fysik 2016.[178]
- 7 april – Seymour Cassel, 84, amerikansk skådespelare (Faces, Mordet på en kinesisk bookmaker, etc).[179]
- 8 april – Göte Lovén, 96, svensk kompositör, gitarrist och sångare.[180]
- 9 april – Elwyn Berlekamp, 78, amerikansk matematiker.[181]
- 9 april – Nikolaj Gorbatjev, 70, vitrysk (sovjetiskfödd) kanotist.[182]
- 9 april – Paul Hollander, 86, ungersk-amerikansk politisk sociolog och författare.[183]
- 9 april – Marilynn Smith, 89, amerikansk golfspelare.[184]
- 11 april – Can Bartu, 83, turkisk basket- och fotbollsspelare.[185]
- 11 april – Dina, 62, portugisisk sångare (Eurovision Song Contest 1992).[186]
- 12 april – Georgia Engel, 70, amerikansk skådespelare.[187]
- 12 april – John McEnery, 75, brittisk skådespelare.[188]
- 12 april – Tommy Smith, 74, brittisk (engelsk) fotbollsspelare.[189]
- 13 april – Tony Buzan, 76, brittisk utbildningsteoretiker, författare och förespråkare av tankekartor.[190]
- 13 april – Paul Greengard, 93, amerikansk neurobiolog, nobelpristagare i fysiologi eller medicin 2000.[191]
- 13 april – Paul Raymond, 73, brittisk keyboardist och gitarrist (Savoy Brown, UFO, etc).[192]
- 13 april – Lydia Wideman, 98, finländsk längdskidåkare.[193]
- 13 april – Yvette Williams, 89, nyzeeländsk friidrottare (längdhopp).[194]
- 14 april – Bibi Andersson, 83, svensk skådespelare.[195]
- 14 april – Mirjana "Mira" Marković, 76, serbisk (jugoslaviskfödd) politiker, Slobodan Miloševićs hustru (1971–2006).[196]
- 14 april – Gene Wolfe, 87, amerikansk science fiction- och fantasyförfattare.[197]
- 15 april – Warren Adler, 91, amerikansk författare och dramatiker.[198]
- 15 april – Owen Garriott, 88, amerikansk astronaut.[199]
- 15 april – Per-Hakon Påwals, 90, finlandssvensk författare.[200]
- 17 april – Alan García, 69, peruansk politiker, president 1985–1990 och 2006–2011.[källa behövs]
- 17 april – Kazuo Koike, 82, japansk mangaskapare.[källa behövs]
- 18 april – Lyra McKee, 29, nordirländsk journalist.[201]
- 18 april – Lorraine Warren, 92, amerikansk författare och utredare av övernaturliga fenomen.[202]
- 18 april – Siegmar Wätzlich, 71, tysk (östtyskfödd) fotbollsspelare.[källa behövs]
- 19 april – Jurij Pimenov, 61, rysk (sovjetiskfödd) roddare.[203]
- 19 april – Patrick Sercu, 74, belgisk tävlingscyklist.[204]
- 20 april – Luděk Bukač, 83, tjeckoslovakisk (tjeckisk) ishockeyspelare och tränare.[205]
- 20 april – Jacqueline Saburido, 40, venezuelansk-amerikanskt olycksoffer och talesperson mot rattfylleri.[206]
- 21 april – Ken Kercheval, 83, amerikansk skådespelare (Dallas, etc).[207][208]
- 22 april – Lê Đức Anh, 98, vietnamesisk politiker, president 1992–1997.[209]
- 22 april – Oiva Toikka, 87, finländsk formgivare.[210]
- 23 april – Jean av Luxemburg, 98, storhertig av Luxemburg 1964–2000.[211]
- 24 april – Hubert Hahne, 84, tysk racerförare.[212]
- 24 april – Sergej Pogorelov, 44, rysk handbollsspelare.[213]
- 25 april – Lasse Ekholm, 82, svensk barn- och ungdomsboksförfattare.[214]
- 25 april – Svante Grundberg, 75, svensk skådespelare och komiker.[215][216]
- 25 april – John Havlicek, 79, amerikansk basketspelare.[217]
- 25 april – Manuel Lujan, Jr., 90, amerikansk republikansk politiker, inrikesminister 1989–1993.[218]
- 26 april – Elina Bystritskaja, 91, rysk (sovjetiskfödd) skådespelare.[219]
- 26 april – Reijo Taipale, 79, finländsk sångare.[220]
- 27 april – Negasso Gidada, 75, etiopisk politiker, president 1995–2001.[221]
- 28 april – Bruce Bickford, 72, amerikansk animatör och filmskapare.[222]
- 28 april – Richard Lugar, 87, amerikansk republikansk politiker, senator (för Indiana) 1977–2013.[223]
- 28 april – Karol Modzelewski, 81, polsk historiker, akademiker och författare.[224]
- 28 april – John Singleton, 51, amerikansk filmregissör.[225][226]
- 29 april – Les Murray, 80, australisk poet.[227]
- 29 april – Ellen Tauscher, 67, amerikansk demokratisk politiker, biträdande utrikesminister 2009–2012, representanthusledamot 1997–2009.[228]
- 30 april – Peter Mayhew, 74, brittisk skådespelare (Star Wars).[229]

## Maj

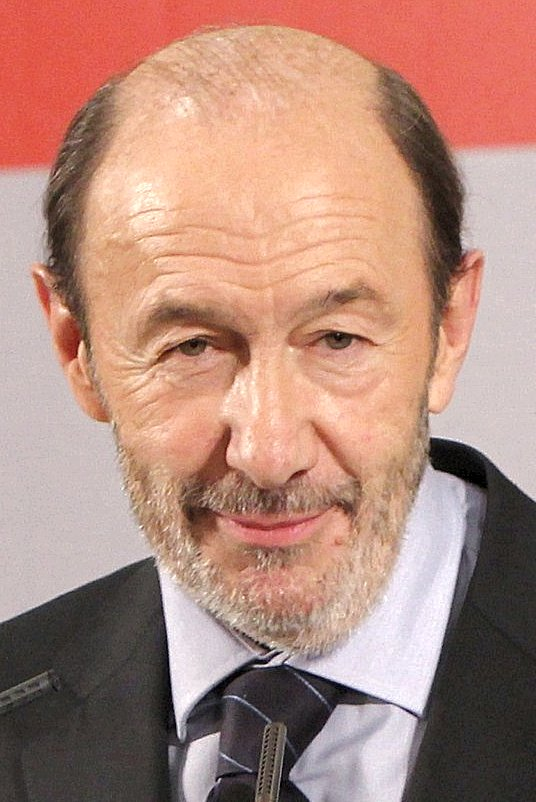
Den spanske politikern och tidigare socialistledaren Alfredo Pérez Rubalcaba avled 10 maj, 67 års ålder.

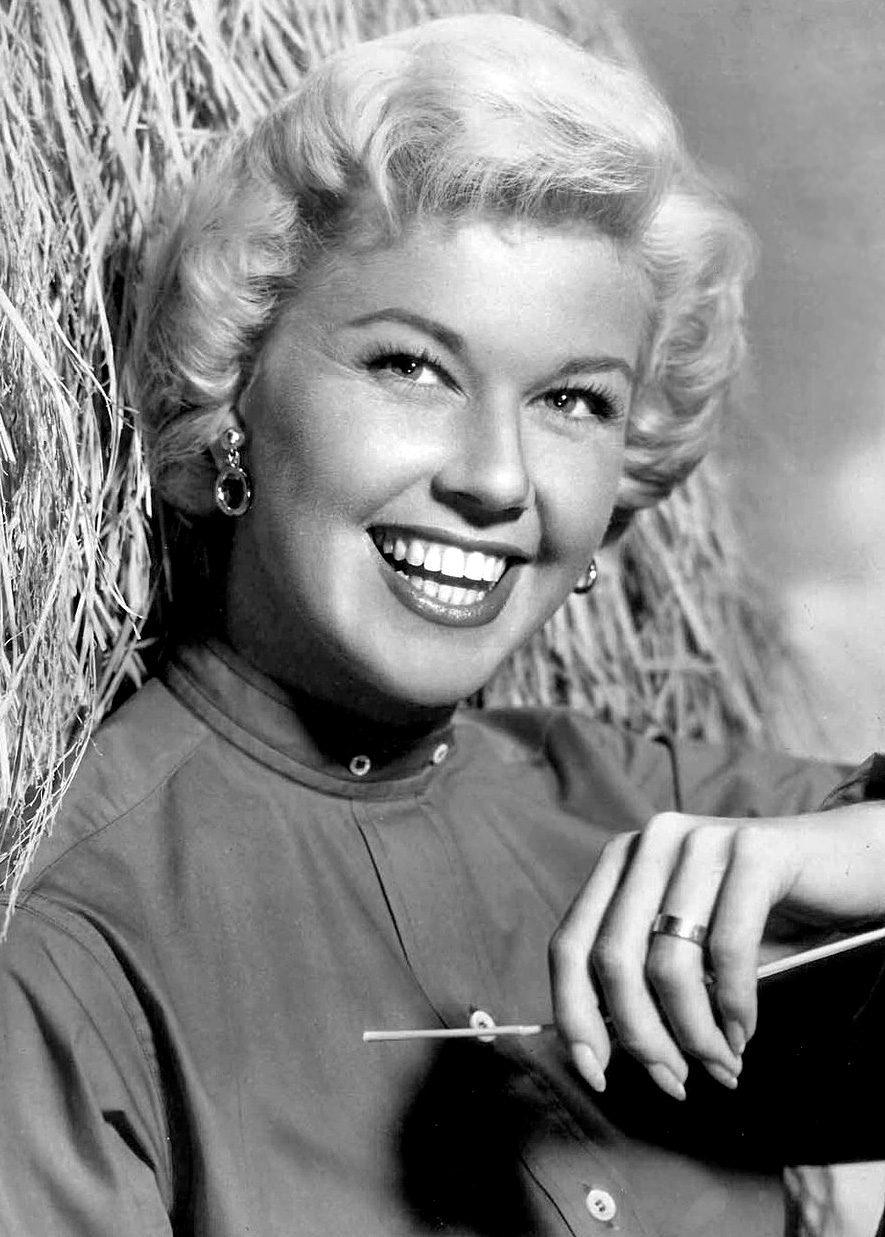
Den amerikanska skådespelaren Doris Day avled 13 maj, 97 års ålder.

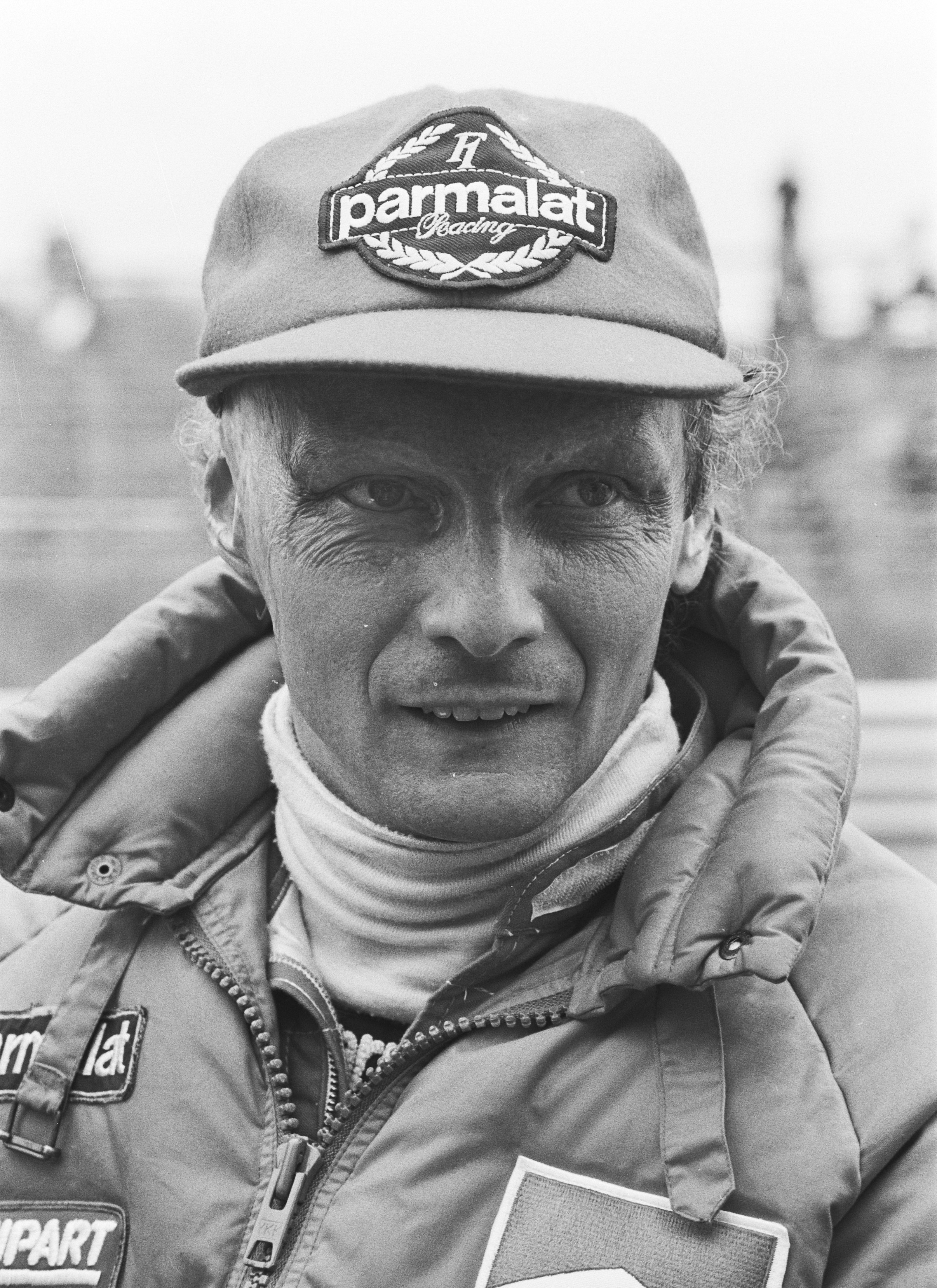
Den österrikiske racerföraren Niki Lauda avled 20 maj, 70 års ålder.

- 2 maj – Red Kelly, 91, kanadensisk ishockeyspelare och tränare.[230]
- 3 maj – Ambaddi, eller V. Viswanatha Menon, 92, indisk kommunistisk politiker och tidigare minister i delstaten Kerala.[231]
- 3 maj – Goro Shimura, 89, japansk matematiker.[232]
- 5 maj – Norma Miller, 99, amerikansk lindy hop-dansare.[233][234]
- 6 maj – Gjermund Eggen, 77, norsk längdskidåkare.[235]
- 7 maj – Bernt Frilén, 73, svensk orienterare.[236]
- 7 maj – Pedro Gamarro, 64, venezuelansk boxare.[237]
- 7 maj – Adam Svoboda, 41, tjeckisk ishockeymålvakt.[238]
- 7 maj – Jean Vanier, 90, kanadensisk katolsk filosof, teolog och humanitär hjälparbetare.[239]
- 10 maj – Alfredo Pérez Rubalcaba, 67, spansk politiker (PSOE), partiledare för PSOE 2012–2014, inrikesminister 2006–2011 och utbildningsminister 1992–1993.[240]
- 11 maj – Gianni De Michelis, 78, italiensk politiker, utrikesminister 1989–1992.[241]
- 11 maj – Peggy Lipton, 72, amerikansk skådespelare och tidigare fotomodell.[242]
- 11 maj – Pua Magasiva, 38, nyzeeländsk skådespelare.[243]
- 12 maj – Klara Guseva, 82, rysk (sovjetiskfödd) skridskoåkare.[244]
- 12 maj – Machiko Kyō, 95, japansk skådespelare.[245]
- 12 maj – Viktor Manakov, 58, rysk (sovjetiskfödd) tävlingscyklist, OS-guld 1980.[246]
- 12 maj – Nasrallah Sfeir, 98, libanesisk kyrkoledare, den maronitiska kyrkans patriark 1986–2011.[247]
- 13 maj – Doris Day, 97, amerikansk skådespelare och sångare.[248]
- 13 maj – Stanton T. Friedman, 84, amerikansk-kanadensisk fysiker och UFO-teoretiker.[249]
- 14 maj – Tim Conway, 85, amerikansk skådespelare och komiker.[250]
- 14 maj – Sven Lindqvist, 87, svensk författare och professor.[251]
- 15 maj – Lasse Bergström, 90, svensk journalist, filmkritiker och förläggare.[252]
- 15 maj – George L. Kelling, 83, amerikansk kriminolog.[253]
- 16 maj – Bob Hawke, 89, australisk politiker (Labour), premiärminister 1983–1991.[254]
- 16 maj – Jonas af Jochnick, 81, svensk entreprenör och filantrop.[255][256]
- 16 maj – Runar Martholm, 82, svensk skådespelare.[257]
- 16 maj – I.M. Pei, 102, kinesiskfödd amerikansk arkitekt.[258]
- 17 maj – Peter Dahl, 85, norsk-svensk konstnär.[259]
- 17 maj – Gerd Engman, 76, svensk politiker (S) och landshövding.[260]
- 17 maj – Herman Wouk, 103, amerikansk författare.[261]
- 18 maj – Manfred Burgsmüller, 69, tysk fotbollsspelare.[262]
- 18 maj – Peter Landelius, 76, svensk översättare, författare, kulturskribent, jurist och diplomat.[263]
- 19 maj – Ingemar Hedberg, 99, svensk kanotist.[264]
- 19 maj – Alfred Janson, 82, norsk kompositör och pianist.[265]
- 19 maj – Bengt Rösiö, 92, svensk författare och diplomat.[266]
- 20 maj – Nanni Balestrini, 83, italiensk avantgardistisk poet, litteraturteoretiker och målare.[267]
- 20 maj – Niki Lauda, 70, österrikisk racerförare och flygbolagsentreprenör.[268]
- 20 maj – Rudolf von Ribbentrop, 98, tysk officer i Waffen-SS, mottagare av riddarkorset av järnkorset samt son till Joachim von Ribbentrop.
- 21 maj – Binyavanga Wainaina, 48, kenyansk författare och journalist.[269]
- 22 maj – Christian Fiedler, 78, svensk-tysk skådespelare.[270]
- 22 maj – Judith Kerr, 95, tyskfödd brittisk författare och illustratör.[271]
- 23 maj – Wilfredo Peláez, 88, uruguayansk basketspelare.[272]
- 24 maj – Murray Gell-Mann, 89, amerikansk teoretisk fysiker, nobelpristagare i fysik 1969.[273]
- 25 maj – Claus von Bülow, 92, dansk-brittisk societetspersonlighet, tidigare make till Sunny von Bülow och anklagad i ett uppmärksammat rättsfall som skildrats i bland annat filmen Mysteriet von Bülow (1990).[274]
- 26 maj – Bart Starr, 85, amerikansk amerikansk fotbollsspelare för Green Bay Packers
- 26 maj – Prem Tinsulanonda, 98, thailändsk politiker, premiärminister 1980–1988.[275]
- 27 maj – François Weyergans, 77, belgisk författare och regissör.[276]
- 28 maj – Carmine Caridi, 85, amerikansk skådespelare.[277]
- 28 maj – Apolo Nsibambi, 78, ugandisk politiker, premiärminister 1999–2011.[278]
- 28 maj – Edward Seaga, 89, jamaicansk politiker, premiärminister 1980–1989.[279]
- 28 maj – Ingemar Skogö, 70, svensk ämbetsman, landshövding i Västmanlands län 2009–2014.[280]
- 30 maj – Thad Cochran, 81, amerikansk republikansk politiker, senator (för Mississippi) 1978–2018.[281]
- 30 maj – Frank Lucas, 88, amerikansk maffialedare och narkotikahandlare.[282]
- 30 maj – Anthony Price, 90, brittisk författare och journalist.[283]
- 31 maj – Roky Erickson, 71, amerikansk musiker.[284]

## Juni

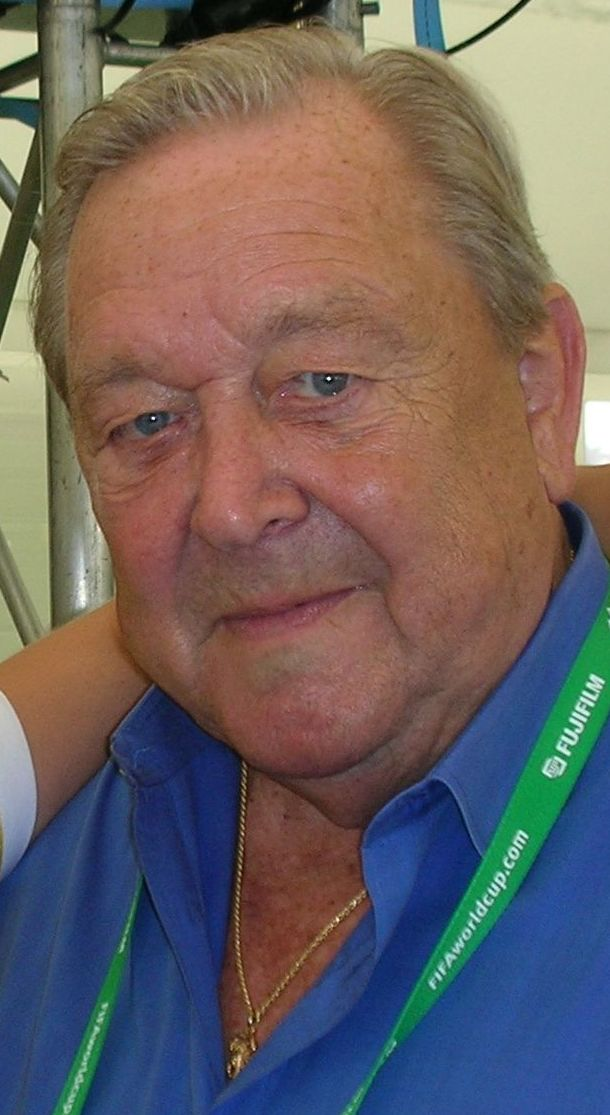
Den svenske fotbollsfunktionären och ordföranden i Uefa Lennart Johansson avled 4 juni, 89 års ålder.

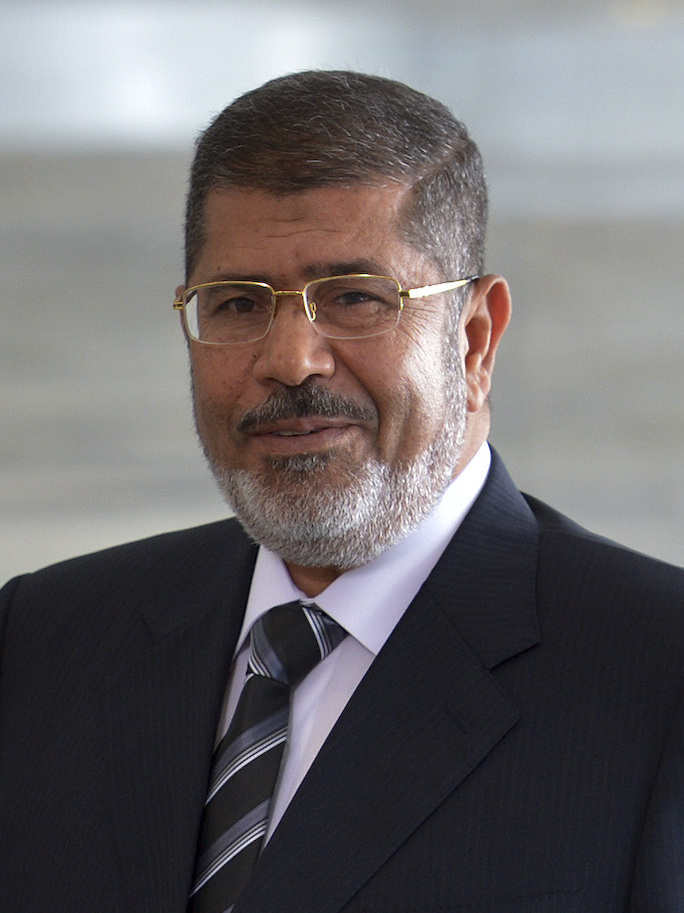
Den egyptiske presidenten Muhammad Mursi avled 17 juni, 67 års ålder.

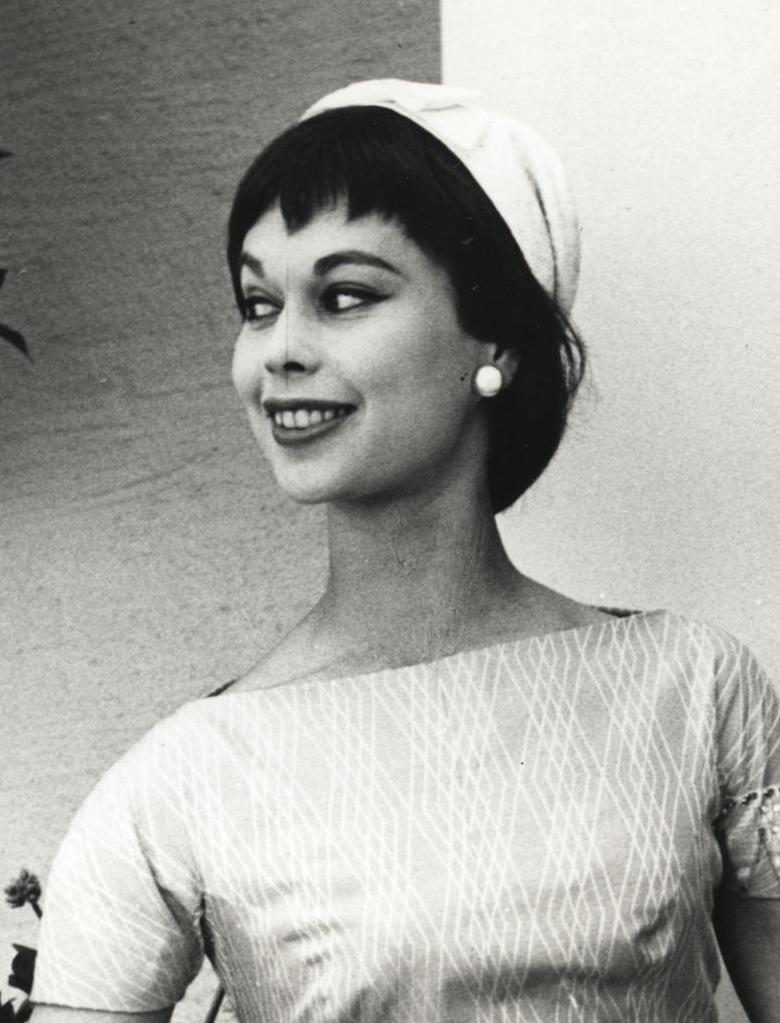
Den svenska modeskaparen Gunilla Pontén avled 29 juni, 90 år gammal.

- 1 juni – José Antonio Reyes, 35, spansk fotbollsspelare.[285]
- 1 juni – Michel Serres, 88, fransk filosof, teoretiker och författare.[286]
- 2 juni – Ken Matthews, 84, brittisk friidrottare (gång).[287]
- 2 juni – Alan Rollinson, 76, brittisk racerförare.[288]
- 3 juni – Anna-Lisa Berglund, 84, svensk bågskytt.[289]
- 3 juni – Agustina Bessa-Luís, 96, portugisisk författare.[290]
- 4 juni – Lennart Johansson, 89, svensk fotbollsfunktionär, ordförande i Uefa 1990–2007.[291]
- 5 juni – Gunnar Hambraeus, 100, svensk civilingenjör.[292]
- 6 juni – Dr. John, 77, amerikansk musiker, sångare och låtskrivare.[293]
- 7 juni – Disa Åberg, 74, svensk författare och programledare.[294]
- 8 juni – Jenny Berthelius, 95, svensk författare och översättare.[295]
- 8 juni – André Matos, 47, brasiliansk rockmusiker och sångare.[296]
- 9 juni – Juhani Wahlsten, 81, finländsk ishockeyspelare.[297]
- 10 juni – Sven Hernberg, 85, finländsk läkare och professor.[298]
- 10 juni – Sven-David Sandström, 76, svensk tonsättare och professor.[299]
- 11 juni – Terese Alvén, 37, svensk hälsoinspiratör, författare och skribent.[300]
- 12 juni – Billy McKee, 97, nordirländsk republikansk aktivist och en av ledarna bakom Provisoriska IRA.[301]
- 12 juni – Sylvia Miles, 94, amerikansk skådespelare.[302]
- 13 juni – Rosario Parmegiani, 82, italiensk vattenpolospelare.[303]
- 15 juni – Franco Zeffirelli, 96, italiensk regissör inom film, TV, teater och opera.[304]
- 16 juni – Sverker Lund, 86, svensk tecknare, skapare av Solfilmen.[305]
- 16 juni – Francine Shapiro, 71, amerikansk psykolog.[306]
- 17 juni – Knut Andersen, 88, norsk filmregissör och manusförfattare.[307]
- 17 juni – Muhammad Mursi, 67, egyptisk politiker, president 2012–2013.[308]
- 17 juni – Gloria Vanderbilt, 95, amerikansk societetskvinna, designer och modeskapare.[309]
- 19 juni – Tullia von Sydow, 100, svensk seniorkonsult, politiker (socialdemokrat), författare och föreläsare.[310]
- 20 juni – Anders Faager, 72, svensk kortdistanslöpare.[311]
- 20 juni – Gunther Kress, 78, österrikiskfödd brittisk semiotiker.[312]
- 21 juni – Dimitris Christofias, 72, cypriotisk politiker, president 2008–2013.[313]
- 22 juni – Kicki Engerstedt, 76, svensk programpresentatör och radiojournalist.[314]
- 22 juni – Judith Krantz, 91, amerikansk författare.[315]
- 22 juni – Ragnar Norrman, 82, svensk kyrkohistoriker
- 23 juni – Dave Bartholomew, 100, amerikansk låtskrivare, arrangör, musiker och producent.[316]
- 23 juni – Žarko Varajić, 67, serbisk (jugoslaviskfödd) basketspelare.[317]
- 24 juni – Billy Drago, 73, amerikansk skådespelare.[318]
- 25 juni – Magnus Briggert, 74, svensk journalist och affärsman.[319]
- 26 juni – Lilian Fredriksson, 76, svensk översättare.[320]
- 26 juni – Haralambos Holidis, 62, grekisk olympisk brottare.[321]
- 26 juni – Édith Scob, 81, fransk skådespelare.[322]
- 26 juni – Max Wright, 75, amerikansk skådespelare.[323]
- 27 juni – Justin Raimondo, 67, amerikansk författare och journalist, chefredaktör för Antiwar.com.[324]
- 29 juni – Florijana Ismaili, 24, schweizisk fotbollsspelare.[325][326]
- 29 juni – Jesper Langberg, 78, dansk skådespelare.[327]
- 29 juni – Tuija-Maija Niskanen, 75, finländsk regissör.[328]
- 29 juni – Gunilla Pontén, 90, svensk modeskapare och fotomodell.[329]
- 29 juni – Kirsti Simonsuuri, 73, finländsk författare, litteraturvetare och professor.[330]

## Juli

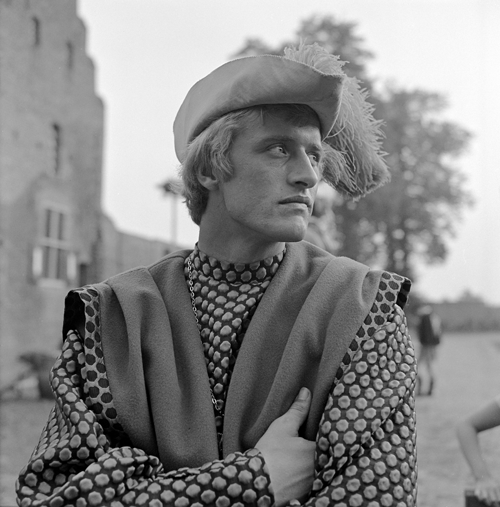
Den nederländske skådespelaren Rutger Hauer avled 19 juli, 75 år gammal.

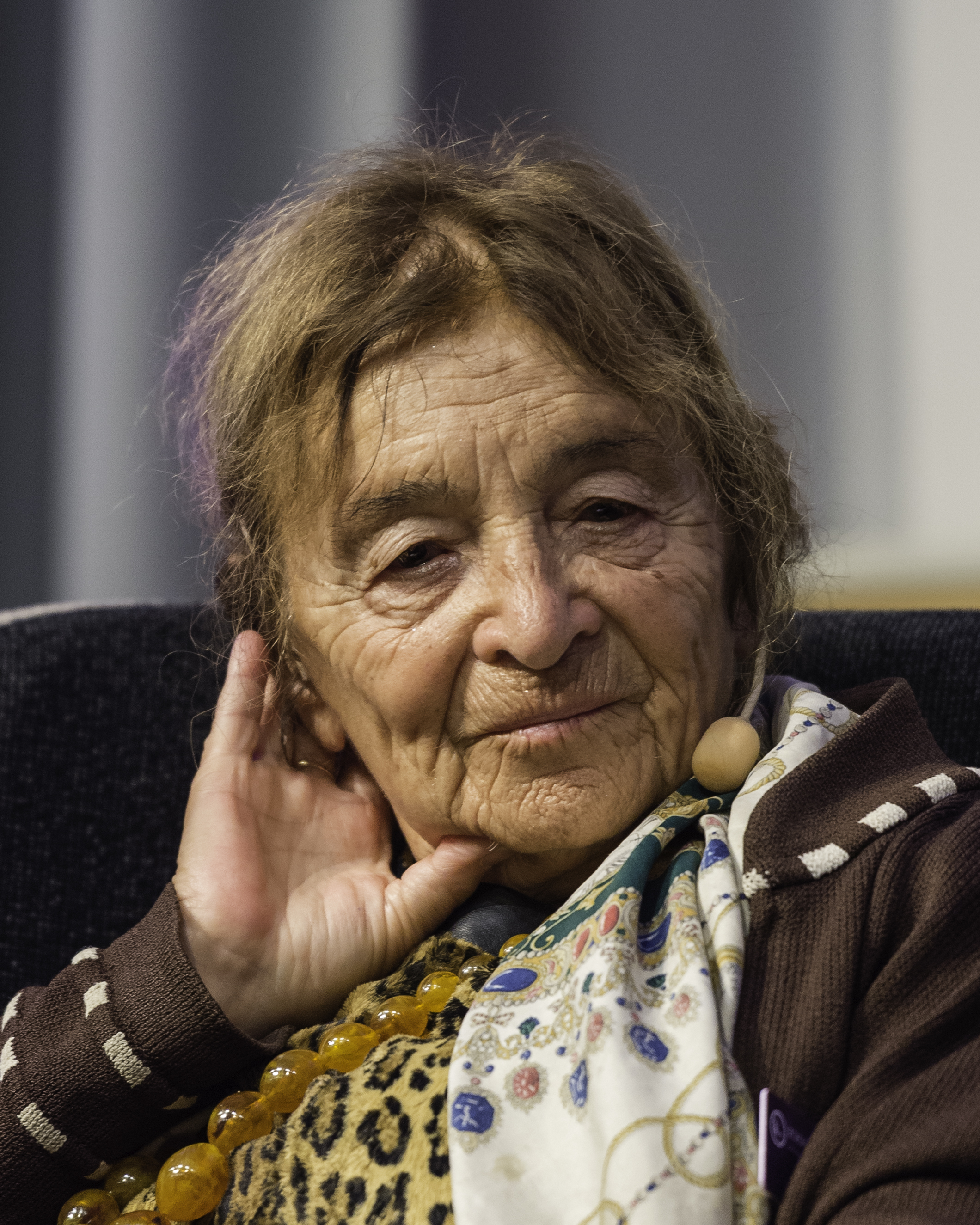
Den ungerska filosofen Ágnes Heller avled 19 juli, 90 år gammal.

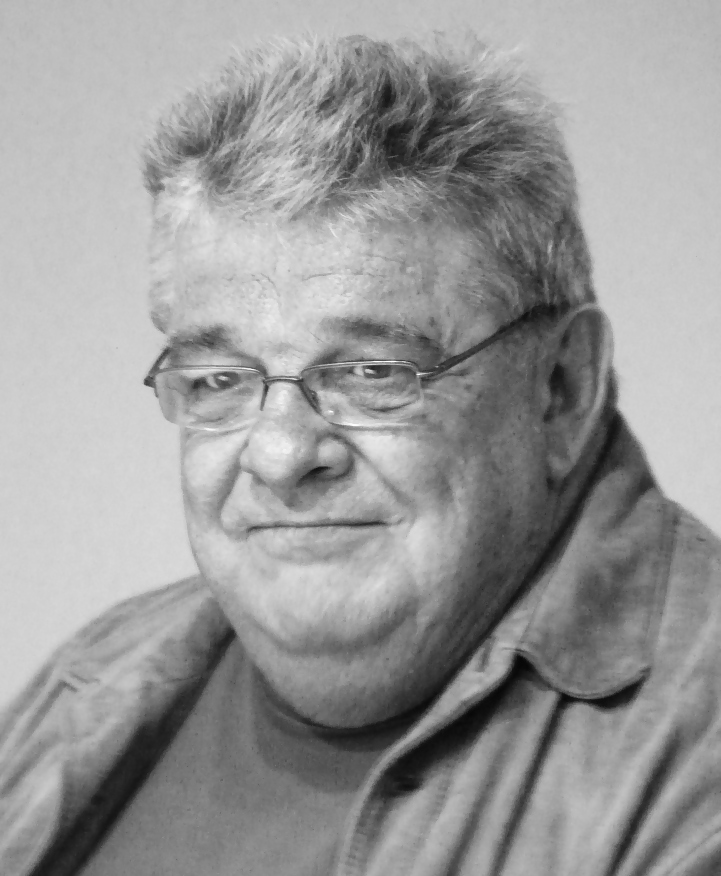
Den danske terapeuten och författaren Jesper Juul avled 25 juli, 71 år gammal.

- 1 juli – Bogusław Schäffer, 90, polsk kompositör och musikvetare.[331]
- 2 juli – Olof Andrén, 103, svensk präst, patristiker och översättare.[332]
- 2 juli – Lee Iacocca, 94, amerikansk företagsledare inom bilindustrin och författare av böcker om företagsamhet och ledarskap.[333]
- 3 juli – Richard Brixel, 75, svensk skulptör.[334]
- 3 juli – Ann-Christine Gry, 76, svensk skådespelare.[335]
- 4 juli – Pierre Lhomme, 89, fransk filmfotograf.[336]
- 4 juli – Torbjörn Stålmarck, 95, svensk deckarförfattare.[337]
- 5 juli – Sonja Herlin, 101, svensk författare.[338][339]
- 5 juli – Klaus Sahlgren, 90, finländsk diplomat.[340]
- 6 juli – Cameron Boyce, 20, amerikansk skådespelare.[341]
- 6 juli – João Gilberto, 88, brasiliansk musiker.[342]
- 6 juli – Thommy Gustafson, 70, svensk musiker och pianist i Sven-Ingvars.[343][344]
- 6 juli – Parviz Jalayer, 79, iransk tyngdlyftare.[källa behövs]
- 6 juli – Pasi Välimaa, 51, finländsk textilkonstnär.[345]
- 7 juli – Greg Johnson, 48, kanadensisk ishockeyspelare.[346]
- 7 juli – Joe Kadenge, 84, kenyansk fotbollsspelare och tränare.[347]
- 9 juli – Freddie Jones, 91, brittisk skådespelare.[348]
- 9 juli – Ross Perot, 89, amerikansk affärsman och presidentkandidat.[349]
- 9 juli – Fernando de la Rúa, 81, argentinsk advokat och politiker, president 1999–2001.[350]
- 9 juli – Rip Torn, 88, amerikansk skådespelare.[351]
- 10 juli – Valentina Cortese, 96, italiensk skådespelare.[352]
- 10 juli – Denise Nickerson, 62, amerikansk barnskådespelare.[353]
- 11 juli – Arto Nilsson, 71, finländsk boxare.[354]
- 12 juli – Abdul Hamid, 92, pakistansk landhockeyspelare.[355]
- 14 juli – Carl-Bertil Agnestig, 95, svensk musikpedagog, körledare och tonsättare.[356]
- 14 juli – Hussain Muhammad Ershad, 89, bangladeshisk politiker, president 1983–1990.[357]
- 14 juli – Pernell Whitaker, 55, amerikansk boxare.[358]
- 16 juli – Aubrion du Gers, 9, fransk varmblodig travhäst.[359]
- 16 juli – Rosa María Britton, 82, panamansk läkare och författare.[360]
- 16 juli – Johnny Clegg, 66, sydafrikansk musiker.[361]
- 16 juli – Barry Coe, 84, amerikansk skådespelare.[362]
- 16 juli – John Paul Stevens, 99, amerikansk jurist, biträdande domare i Högsta domstolen 1975–2010.[363]
- 17 juli – Andrea Camilleri, 93, italiensk författare och manusförfattare (Kommissarie Montalbano, etc).[364]
- 17 juli – Warren Cole, 78, nyzeeländsk roddare.[365]
- 17 juli - Birgitta Olzon, 84, svensk skådespelare.[366]
- 18 juli – Yukiya Amano, 72, japansk diplomat, ordförande för IAEA sedan 2009.[367]
- 18 juli – David Hedison, 92, amerikansk skådespelare.[368]
- 19 juli – Inger Berggren, 85, svensk sångare (Eurovision Song Contest 1962) och skådespelare.[369]
- 19 juli – Rutger Hauer, 75, nederländsk skådespelare.[källa behövs]
- 19 juli – Ágnes Heller, 90, ungersk filosof.[370]
- 19 juli – Jeremy Kemp, 84, brittisk skådespelare.[371]
- 19 juli – César Pelli, 92, argentinsk arkitekt.[372]
- 20 juli – Sheila Dikshit, 81, indisk politiker, chefsminister för Delhi 1998–2013 och guvernör i Kerala 2014.[373]
- 20 juli – Peter McNamara, 64, australisk tennisspelare.[374]
- 22 juli – Peter Hamm, 82, tysk författare och poet.[375]
- 22 juli – Hans Lagerqvist, 79, svensk stavhoppare.[376]
- 22 juli – Li Peng, 90, kinesisk politiker, premiärminister 1988–1998.[377]
- 22 juli – Gunilla Tjernberg, 68, svensk kristdemokratisk politiker.[378]
- 24 juli – Claes Andersson, 82, finländsk författare, översättare och psykiater, kulturminister 1995–1998.[379]
- 24 juli – Carl Mattsson, 111, Sveriges tidigare äldsta levande person.[380]
- 25 juli – Beji Caid Essebsi, 92, tunisisk politiker, president sedan 2014.[381]
- 25 juli – Jesper Juul, 71, dansk familjeterapeut och författare.[382]
- 25 juli – Jorma Kinnunen, 77, finländsk spjutkastare.[383]
- 26 juli – Bryan Magee, 89, brittisk filosof, poet och politiker.[384]
- 26 juli – Russi Taylor, 75, amerikansk skådespelare och röstskådespelare.[385]
- 27 juli - Karl Haskel, 84, svensk kulturjournalist, regissör, TV-producent och författare.[386]
- 27 juli – Edward Lewis, 99, amerikansk filmproducent (Spartacus).[387]
- 27 juli – Robert Schrieffer, 88, amerikansk fysiker, nobelpristagare i fysik 1972.[388]
- 28 juli – Jaipal Reddy, 77, indisk politiker, vetenskaps- och teknologiminister 2012–2014.[389]
- 28 juli – Richard Stone, 90, amerikansk demokratisk politiker och diplomat, senator 1975–80 och ambassadör i Danmark 1991–93.[390]
- 29 juli – Egil Danielsen, 85, norsk friidrottare, olympisk mästare i spjutkastning 1956.[391]
- 29 juli – Mona-Liisa Nousiainen, 36, finländsk längdskidåkare.[392]
- 31 juli – Jean-Luc Thérier, 73, fransk rallyförare.[393]

## Augusti

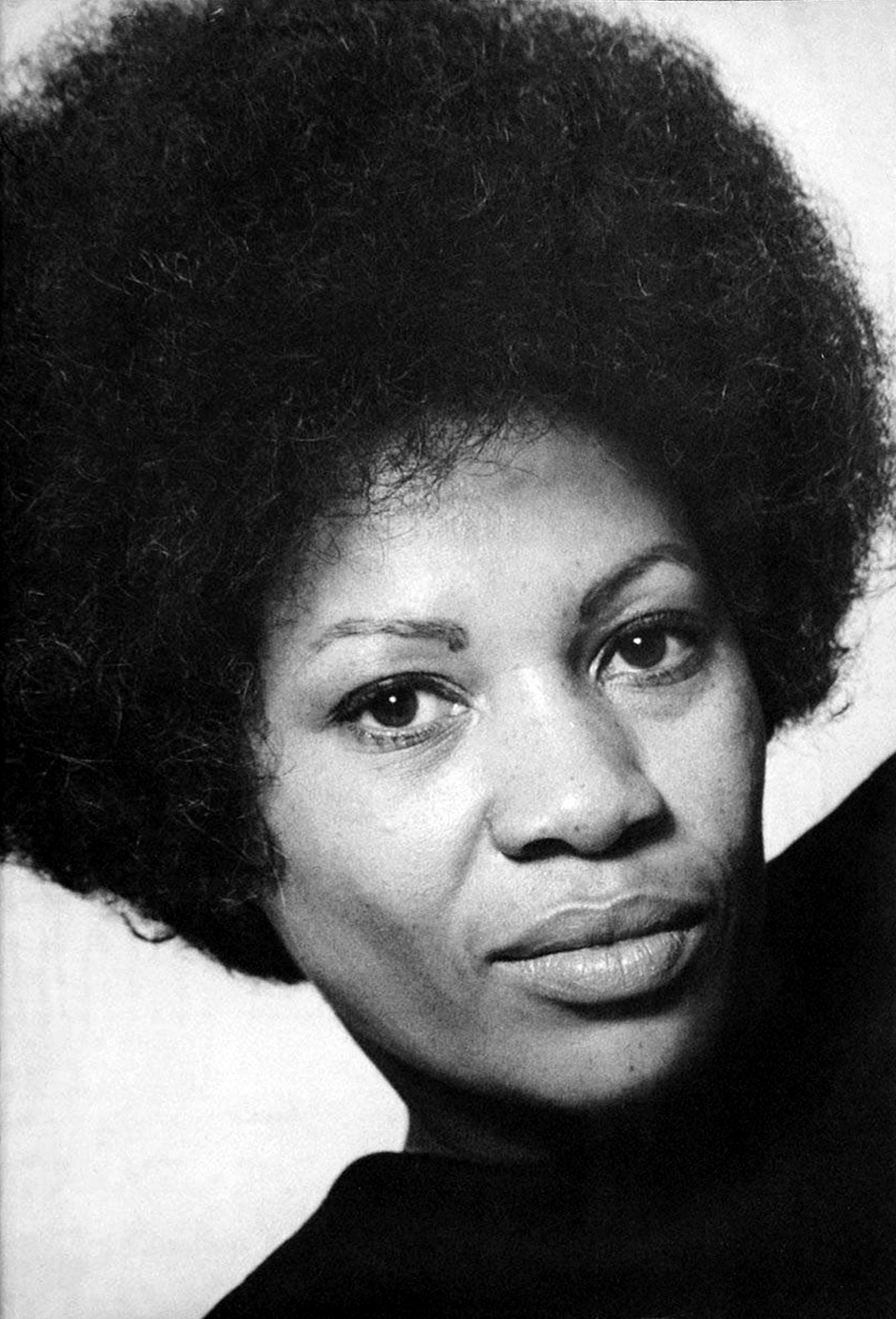
Den amerikanska författaren Toni Morrison avled 5 augusti, 88 år gammal.

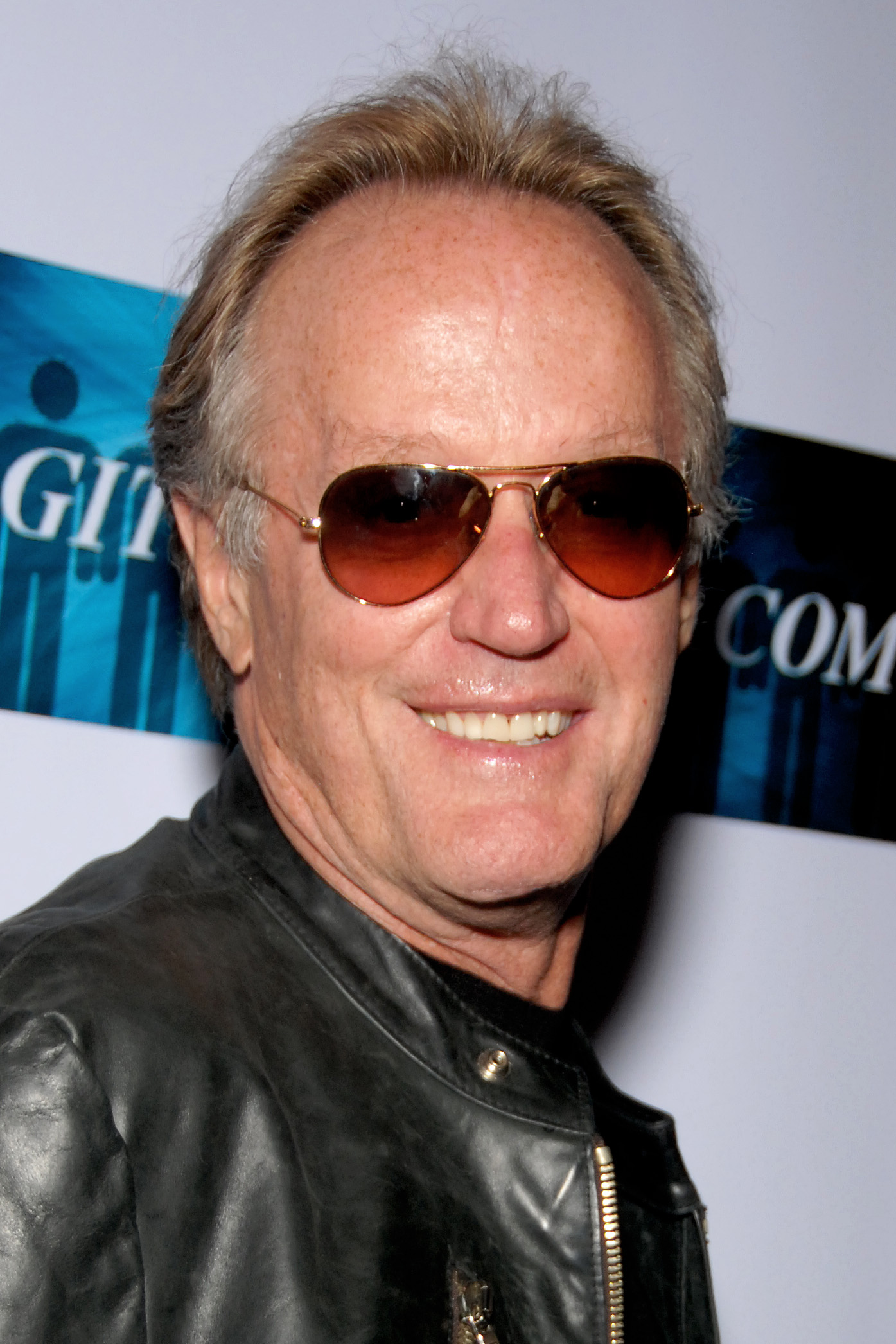
Den amerikanske skådespelaren Peter Fonda avled 16 augusti, 79 år gammal.

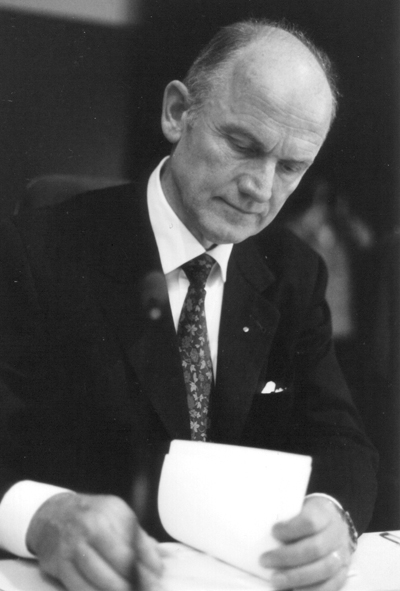
Den österrikiske företagsledaren Ferdinand Piëch avled 25 augusti, 82 år gammal.

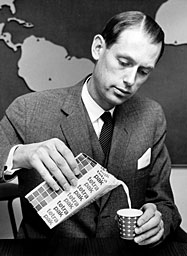
Den svenske företagsledaren Hans Rausing avled 30 augusti, 93 år gammal.

- 1 augusti – Donn Alan Pennebaker, 94, amerikansk dokumentärfilmare.[394]
- 2 augusti – Gunder Bengtsson, 73, svensk fotbollstränare, bland annat för IFK Göteborg.[395]
- 3 augusti – Henri Belolo, 82, fransk musikproducent.[396]
- 3 augusti – Ingrid Boström, 76, svensk skådespelerska.[397]
- 3 augusti – Nikolaj Kardasjev, 87, rysk (sovjetiskfödd) astrofysiker.[398]
- 3 augusti – Thomas Remengesau Sr., 89, palauisk politiker, tillförordnad 1985 och reguljär president 1988–1989.[399]
- 3 augusti – Michael Troy, 78, amerikansk simmare, olympisk guldmedaljör 1960.[400]
- 3 augusti – Ivar Virgin, 83, svensk moderat politiker.[401]
- 4 augusti – Nuon Chea, 93, kambodjansk politiker, chefsideolog för Röda khmererna.[402]
- 5 augusti – Josef Kadraba, 85, tjeckisk fotbollsspelare.[403][404]
- 5 augusti – Toni Morrison, 88, amerikansk författare, nobelpristagare i litteratur 1993.[405]
- 5 augusti – Anders Nyrén, 65, svensk företagsledare.[406]
- 6 augusti – Anders Swartling, 84, svensk jurist.[407]
- 7 augusti – Kary Mullis, 74, amerikansk kemist, nobelpristagare i kemi 1993.[408]
- 8 augusti – Rut Hoffsten, 89, svensk skådespelare.[409]
- 9 augusti – Altair Gomes de Figueiredo, 81, brasiliansk fotbollsspelare, världsmästare 1962.[410]
- 10 augusti – Jeffrey Epstein, 66, amerikansk finansman och dömd sexbrottsling.[411]
- 10 augusti – Piero Tosi, 92, italiensk kostymör.[412]
- 11 augusti – Walter Martínez, 37, honduransk fotbollsspelare.[413]
- 12 augusti – José Luis Brown, 62, argentinsk fotbollsspelare, världsmästare 1986.[414]
- 12 augusti – Kjell Kraghe, 80, svensk sångare, revyartist och underhållare.[415]
- 12 augusti – Dag Victor, 74, svensk jurist.[416]
- 14 augusti – Karl-Erik Wärneryd, 91, svensk ekonom.[417]
- 14 augusti – Gjergj Xhuvani, 55, albansk filmregissör, manusförfattare och filmproducent.[418]
- 15 augusti – Eero Sjöström, 95, finländsk kemist och professor[419]
- 16 augusti – Prinsessan Christina av Nederländerna, 72, nederländsk prinsessa, syster till drottning Beatrix.[420]
- 16 augusti – Peter Fonda, 79, amerikansk skådespelare.[421]
- 16 augusti – Felice Gimondi, 76, italiensk tävlingscyklist.[422]
- 16 augusti – Penka Stojanova, 69, bulgarisk basketspelare, olympisk silvermedaljör 1980.[423]
- 16 augusti – Richard Williams, 86, kanadensisk-brittisk animatör (bland annat till en lång rad filmer, exempelvis Vem satte dit Roger Rabbit).[424]
- 17 augusti – Ingvar Rittsél, 86, svensk militär.[425]
- 17 augusti – Allen Church, 91, amerikansk funktionär inom alpin skidåkning.[426]
- 17 augusti – Jacques Diouf, 81, senegalesisk diplomat, generaldirektör för FN:s livsmedels- och jordbruksorganisation (FAO) 1994–2011.[427]
- 18 augusti – Kathleen Blanco, 76, amerikansk demokratisk politiker, guvernör i Louisiana 2004–2008.[428]
- 18 augusti – Maj Bylock, 88, svensk barnboksförfattare.[429]
- 18 augusti – Robert Ouko, 70, kenyansk kortdistanslöpare, olympisk guldmedaljör 1972.[430]
- 19 augusti – Enn Kokk, 82, svensk socialdemokratisk politiker, journalist och författare.[431]
- 19 augusti – Lars Larsen, 71, dansk affärsman, grundare och ägare av butikskedjan Jysk.[432]
- 19 augusti – Larry Taylor, 77, amerikansk rockmusiker och basist (Canned Heat).[433]
- 19 augusti – Hans Åkerblom, 84, finländsk pediatriker och professor.[434]
- Exakt datum saknas – Paul Connerton, 79, brittisk socialantropolog.[435]
- 21 augusti – Norma Croker, 84, australisk kortdistanslöpare, olympisk guldmedaljör 1956.[436]
- 21 augusti – Dina bint 'Abdu'l-Hamid, 89, egyptiskfödd jordansk kunglighet, jordansk drottning 1955–1957.[437]
- 21 augusti – Babulal Gaur, 89, indisk politiker (BJP) chefsminister i Madhya Pradesh 2004–2005.[438]
- 22 augusti – Junior Agogo, 40, ghanansk fotbollsspelare.[439]
- 23 augusti – David Koch, 79, amerikansk miljardär och donator till Republikanska partiet.[440]
- 23 augusti – Massimo Mattioli, 75, italiensk serieskapare.[441]
- 23 augusti – Egon Zimmermann, 80, österrikisk alpin skidåkare.[442]
- 24 augusti – Blanca Fernández Ochoa, 56, spansk alpin skidåkare.[443][444]
- 24 augusti – Arun Jaitley, 66, indisk politiker, finansminister 2014–2019.[445]
- 24 augusti – Sidney Rittenberg, 98, amerikansk journalist och politisk aktivist.[446]
- 25 augusti – Ferdinand Piëch, 82, österrikisk ingenjör och företagsledare.[447]
- 25 augusti – Anne Grete Preus, 62, norsk sångare och musiker.[448]
- 25 augusti – Lodewijk Woltjer, 89, nederländsk astronom.[449]
- 26 augusti – Pal Benkö, 91, ungersk-amerikansk schackspelare.[450]
- 26 augusti – Boman Oscarsson, 58, svensk skådespelare.[451]
- 27 augusti – Gun-Britt Holgersson, 79, svensk musikpedagog och sångförfattare.[452]
- 27 augusti – Dawda Jawara, 95, gambisk politiker, premiärminister 1962–1970 och president 1970–1994.[453]
- 27 augusti – Martin Weitzman, 77, amerikansk ekonom.[454]
- 27 augusti – Gustav Wiklund, 85, finländsk skådespelare.[455]
- 28 augusti – Nicolás Leoz, 90, paraguayansk-colombiansk idrottsledare, president för Conmebol 1986–2013.[456]
- 28 augusti – Sogyal Rinpoche, 72, tibetansk lama.[457]
- 29 augusti – Terrance Dicks, 84, brittisk författare.[458]
- 29 augusti – Juhani Kärkinen, 83, finländsk backhoppare.[459]
- 29 augusti – Jim Leavelle, 99, amerikansk mordutredare.[460]
- 30 augusti – Karin Ahrland, 88, svensk jurist, diplomat och politiker (folkpartist).[461]
- 30 augusti – Franco Columbu, 78, italiensk kroppsbyggare och skådespelare.[462]
- 30 augusti – Katie Eriksson, 75, finländsk professor och vårdvetare.[463]
- 30 augusti – A. James Gregor, 90, amerikansk statsvetare och historiker.[464]
- 30 augusti – Valerie Harper, 80, amerikansk skådespelare.[465]
- 30 augusti – Hans Rausing, 93, svensk företagsledare och miljardär.[466]
- 31 augusti – Anthoine Hubert, 22, fransk racerförare.[467][468]
- 31 augusti – Agnar Sandmo, 81, norsk nationalekonom.[469]
- 31 augusti – Immanuel Wallerstein, 88, amerikansk sociolog.[470]

## September

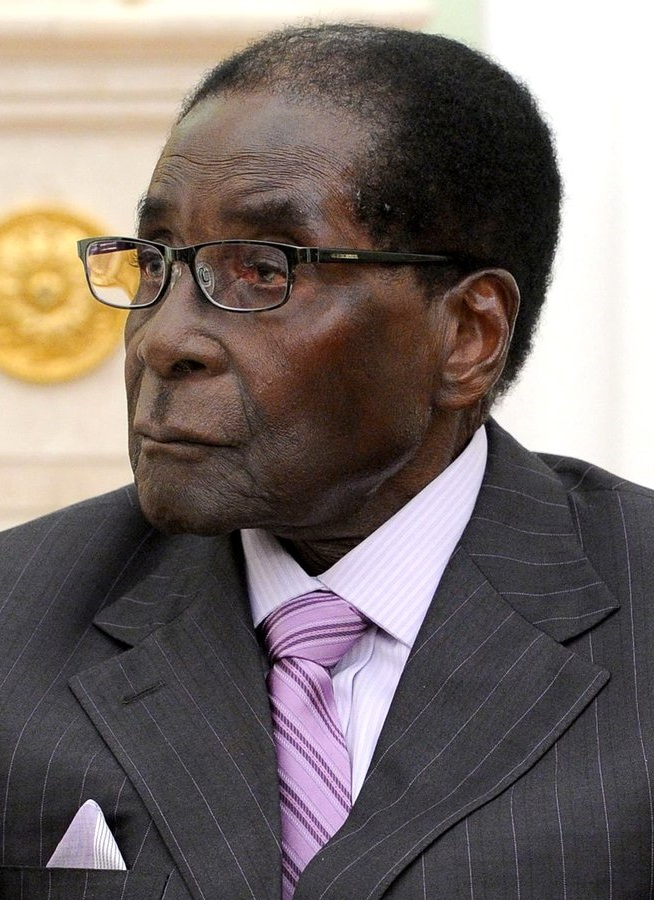
Den zimbabwiske presidenten Robert Mugabe avled 6 september, 95 år gammal.

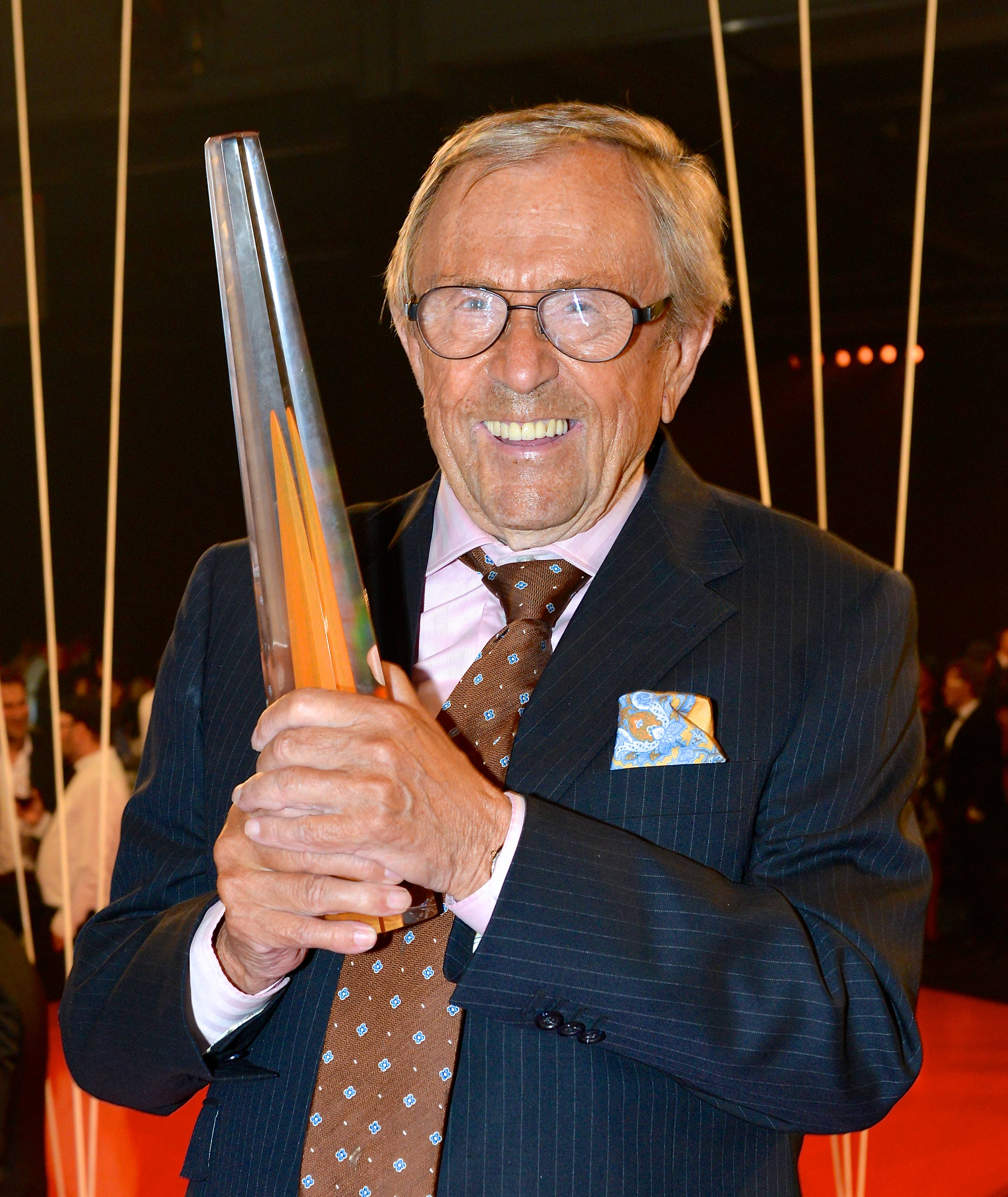
Den svenske programledaren och TV-profilen Arne Weise avled 25 september, 89 år gammal.

Den franske presidenten Jacques Chirac avled 26 september, 86 år gammal.

- 1 september – Katherine MacLean, 94, amerikansk science fiction-författare.[471]
- 2 september – Gyoji Matsumoto, 85, japansk fotbollsspelare.[472]
- 3 september – LaShawn Daniels, 41, amerikansk låtskrivare.[473][474]
- 3 september – Halvard Hanevold, 49, norsk skidskytt, flerfaldig OS-guldmedaljör.[475][476][477]
- 3 september – Carol Lynley, 77, amerikansk skådespelare.[478]
- 3 september – José de Jesús Pimiento Rodríguez, 100, colombiansk romersk-katolsk kardinal.[479]
- 4 september – Urban Andersson, 80, svensk poet och översättare.[480]
- 4 september – Roger Etchegaray, 96, fransk romersk-katolsk kardinal.[481]
- 5 september – Akitsugu Konno, 75, japansk backhoppare.[482]
- 6 september – Robert Mugabe, 95, zimbabwisk politiker, premiärminister 1980–1987 och president 1987–2017.[483][484]
- 8 september – Tore Furberg, 94, svensk biskop.[485]
- 8 september – Camilo Sesto (egentligen Camilo Blanes Cortés), 72, spansk sångare.[486]
- 8 september – Olav Skjevesland, 77, norsk biskop.[487]
- 8 september – Nils Åslund, 88, svensk fysiker.[488]
- 9 september – Brian Barnes, 74, brittisk (skotsk) golfspelare.[489]
- 9 september – Robert Frank, 94, schweizisk-amerikansk fotograf.[490]
- 9 september – Lissy Gröner, 65, tysk socialdemokratisk politiker och europaparlamentariker.[491]
- 11 september – Bacharuddin Jusuf Habibie, 83, indonesisk politiker, president 1998–1999.[492]
- 11 september – Daniel Johnston, 58, amerikansk sångare och låtskrivare.[493]
- 11 september – T. Boone Pickens, 91, amerikansk affärsman.[494]
- 11 september – Anne Rivers Siddons, 83, amerikansk författare.[495]
- 13 september – Rudi Gutendorf, 93, tysk fotbollstränare.[496]
- 13 september – György Konrád, 86, ungersk romanförfattare, skribent och dissident.[497]
- 13 september – Eddie Money, 70, amerikansk sångare, singer/songwriter och skådespelare.[498]
- 13 september – Takis Spiridakis, 61, grekisk skådespelare.[499]
- 15 september – Michael Edwardes, 88, brittisk-sydafrikansk affärsman och företagsledare.[500][501]
- 15 september – Heikki Häiväoja, 90, finländsk skulptör.[502]
- 15 september – Ric Ocasek, 75, amerikansk musiker och musikproducent.[503]
- 16 september – Leah Bracknell, 55, brittisk skådespelare.[504]
- 17 september – Hans Ingemansson, 54, svensk manusförfattare, komiker och musiker i The Creeps.[505]
- 18 september – Fernando Ricksen, 43, nederländsk fotbollsspelare.[506]
- 19 september – Zayn al-Abidin Ben Ali, 83, tunisisk politiker, president 1987–2011.[507]
- 19 september – Asta Bolin, 92, författare, kulturjournalist och skådespelare.[508]
- 19 september – Bert Hellinger, 93, tysk psykoterapeut.[509]
- 19 september – Barron Hilton, 91, amerikansk affärsman och hotellmagnat, styrelseordförande för hotellkedjan Hilton 1966–2007.[510]
- 19 september – Larry Wallis, 70, brittisk gitarrist och låtskrivare (Pink Fairies och Motörhead).[511]
- 20 september – Jan Merlin, 94, amerikansk skådespelare.[512]
- 21 september – Gerhard Auer, 76, tysk roddare.[513]
- 21 september – Napoleon Chagnon, 81, amerikansk antropolog.[514]
- 21 september – Aron Eisenberg, 50, amerikansk skådespelare, känd bland annat för Star Trek: Deep Space Nine.[515]
- 21 september – Sid Haig, 80, amerikansk skådespelare.[516]
- 21 september – Sigmund Jähn, 82, tysk rymdfarare, den förste tyske rymdfararen.[517]
- 21 september – Günter Kunert, 90, tysk författare.[518]
- 21 september – Karin Larsson, 78, svensk simmare.[519]
- 22 september – Ivan Kizimov, 91, rysk (sovjetiskfödd) ryttare och olympisk guldmedaljör.[520]
- 23 september – Robert Hunter, 78, amerikansk låtskrivare, musiker och poet.[521]
- 25 september – Arne Weise, 89, svensk TV-journalist, programledare och presentatör.[522]
- 26 september – Giovanni Bramucci, 72, italiensk tävlingscyklist.[523]
- 26 september – Jacques Chirac, 86, fransk borgerlig politiker, premiärminister 1974–1976, 1986–1988, president 1995–2007.[524]
- 26 september – Sid Jansson, 80, svensk trubadur och visforskare.[525]
- 26 september – William Joseph Levada, 83, amerikansk romersk-katolsk kardinal.[526]
- 26 september – Kåre Tønnesson, 93, norsk historiker.[527]
- 29 september – Ilkka Laitinen, 57, finländsk militär, gränsbevakningsofficer och EU-tjänsteman.[528]
- 29 september – Jurij Mesjkov, 73, ukrainsk pro-rysk politiker, Autonoma republiken Krims president 1994–95.[529]
- 30 september – Jessye Norman, 74, amerikansk operasångare (sopran).[530]

## Oktober

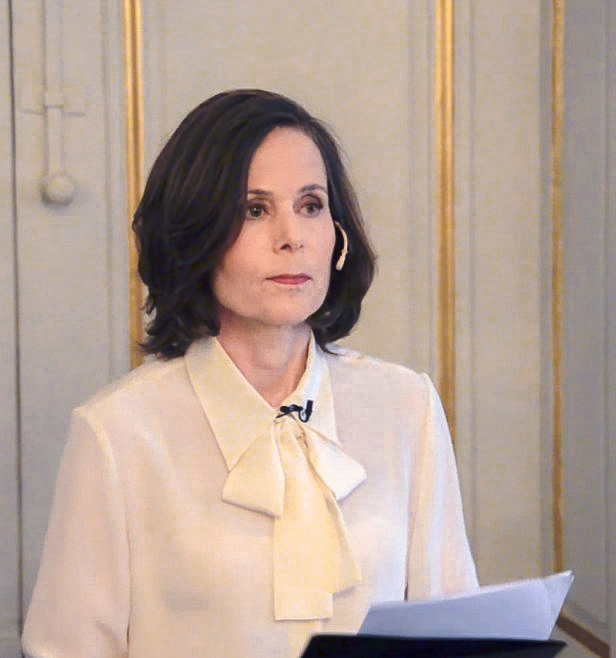
Den svenska litteraturvetaren och tidigare Svenska Akademiens ständiga sekreterare Sara Danius avled 12 oktober, 57 år gammal.

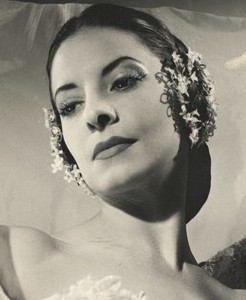
Den kubanska prima ballerinan Alicia Alonso avled 17 oktober, 98 år gammal.

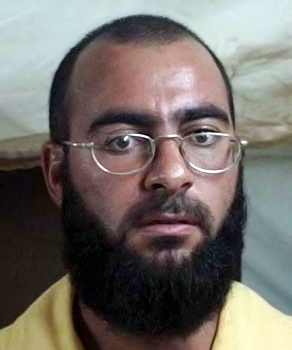
Den irakiske islamisten och ledaren för Islamiska staten Abu Bakr al-Baghdadi avled 27 oktober, 48 år gammal.

- 1 oktober – Anders Ferm, 81, svensk diplomat, tidningsman och socialdemokratisk politisk tjänsteman.[531]
- 1 oktober – Karel Gott, 80, tjeckisk sångare.[532]
- 1 oktober – Mikayla Martin, 21, kanadensisk skicrossåkare.[533]
- 1 oktober – Wolfgang Perner, 52, österrikisk skidskytt.[534]
- 2 oktober – Isaac Promise, 31, nigeriansk fotbollsspelare.[535]
- 2 oktober – Kim Shattuck, 56, amerikansk sångare, gitarrist och låtskrivare.[536]
- 4 oktober – Diahann Carroll, 84, amerikansk skådespelare och sångare.[537]
- 4 oktober – Stephen Moore, 81, brittisk skådespelare.[538]
- 4 oktober – Gunnar Unell, 88, svensk militär.[539]
- 5 oktober – Blaine Lindgren, 80, amerikansk friidrottare, häcklöpare.[540]
- 6 oktober – Ginger Baker, 80, brittisk rocktrummis (Cream).[541]
- 6 oktober – Martin Lauer, 82, tysk (västtyskfödd) friidrottare, kortdistanslöpare.[542]
- 7 oktober – Kyllikki Forssell, 94, finländsk skådespelare.[543]
- 8 oktober – Ted Green, 79, kanadensisk ishockeyspelare och ishockeytränare.[544]
- 8 oktober – Roland Janson, 80, svensk skådespelare och dramatiker.[545]
- 9 oktober – Andrés Gimeno, 82, spansk tennisspelare.[546]
- 10 oktober – Hans Polster, 87, svensk skådespelare, regissör och manusförfattare.[547]
- 11 oktober – Robert Forster, 78, amerikansk skådespelare (Jackie Brown, etc).[548]
- 11 oktober – John Giorno, 82, amerikansk poet och performanceartist.[549]
- 11 oktober – Aleksej Leonov, 85, rysk (sovjetiskfödd) kosmonaut, första människan som utförde en rymdpromenad.[550]
- 12 oktober – Sara Danius, 57, svensk litteraturvetare, medlem och ständig sekreterare av Svenska Akademien.[551]
- 12 oktober – Nanni Galli, 79, italiensk racerförare.[552]
- 12 oktober – Yoshihisa Yoshikawa, 83, japansk sportskytt.[553]
- 13 oktober – Charles Jencks, 80, amerikansk landskapsarkitekt, arkitekturhistoriker och kulturteoretiker.[554]
- 14 oktober – Harold Bloom, 89, amerikansk litteraturvetare.[555]
- 14 oktober – Danny Grant, 73, kanadensisk ishockeyspelare.[556]
- 14 oktober – Rosemary Harris, 96, brittisk författare.[557]
- 14 oktober – Sulli, 25, sydkoreansk sångare.[558]
- 15 oktober – Song Soon-Chun, 85, sydkoreansk boxare.[559]
- 17 oktober – Alicia Alonso, 98, kubansk prima ballerina, koreograf och balettchef.[560]
- 17 oktober – Elijah Cummings, 68, amerikansk demokratisk politiker, representanthusledamot sedan 1996.[561]
- 17 oktober – Bill Macy, 97, amerikansk skådespelare.[562]
- 17 oktober – Göran Malmqvist, 95, svensk sinolog, författare och översättare, ledamot av Svenska Akademien.[563]
- 18 oktober – Mark Hurd, 62, amerikansk företagsledare på Hewlett-Packard och Oracle.[564]
- 18 oktober – William Milliken, 97, amerikansk republikansk politiker, guvernör i Michigan 1969–1983.[565]
- 19 oktober – Erhard Eppler, 92, tysk socialdemokratisk politiker.[566]
- 19 oktober – Jerker A. Eriksson, 87, finländsk filmvetare och filmkritiker.[567]
- 19 oktober – Huang Yong Ping, 65, kinesisk-fransk avantgarde-konstnär.[568]
- 19 oktober – Joseph "Joey" Lombardo, 90, amerikansk högt uppsatt maffiamedlem.[569]
- 19 oktober – Göran Nordahl, 90, svensk fotbollsspelare.[570]
- 19 oktober – Aleksandr Volkov, 52, rysk tennisspelare.[571]
- 21 oktober – Bengt Feldreich, 94, svensk TV-journalist, vetenskapsreporter och speakerröst.[572]
- 21 oktober – Aila Meriluoto, 95, finländsk författare, poet och översättare.[573]
- 22 oktober – Ole Henrik Laub, 81, dansk författare.[574]
- 22 oktober – Raymond Leppard, 92, brittisk dirigent.[575]
- 22 oktober – Sadako Ogata, 92, japansk akademiker och diplomat, FN:s flyktingkommissarie 1990–2000.[576]
- 23 oktober – Francis Tresham, 83, brittisk brädspelskonstruktör.[577]
- 24 oktober – Osborne Bartley, 100, svensk fackföreningsman, landshövding i Västmanlands län 1980–1985.[578]
- 25 oktober – Unto Salo, 91, finländsk arkeolog.[579]
- 26 oktober – Paul Barrere, 71, amerikansk rocksångare och gitarrist (Little Feat).[580]
- 26 oktober – Enriqueta Basilio, 71, mexikansk friidrottare.[581]
- 26 oktober – Robert Evans, 89, amerikansk filmproducent och filmbolagschef.[582]
- 27 oktober – Abu Bakr al-Baghdadi, 48, irakisk islamist och ledare för Islamiska staten.[583]
- 27 oktober – John Conyers, 90, amerikansk demokratisk politiker, representanthusledamot 1965–2017.[584]
- 27 oktober – Anne Phelan, 75, australisk skådespelare.[585][586]
- 28 oktober – Kay Hagan, 66, amerikansk demokratisk politiker, senator för North Carolina 2009–2015.[587]
- 29 oktober – Gerald Baliles, 79, amerikansk demokratisk politiker, guvernör i Virginia 1986–1990.[588]
- 30 oktober – Johan Johnson, 69, finländsk förläggare.[589]
- 31 oktober – Tarania Clarke, 20, jamaicansk fotbollsspelare.[590]

## November

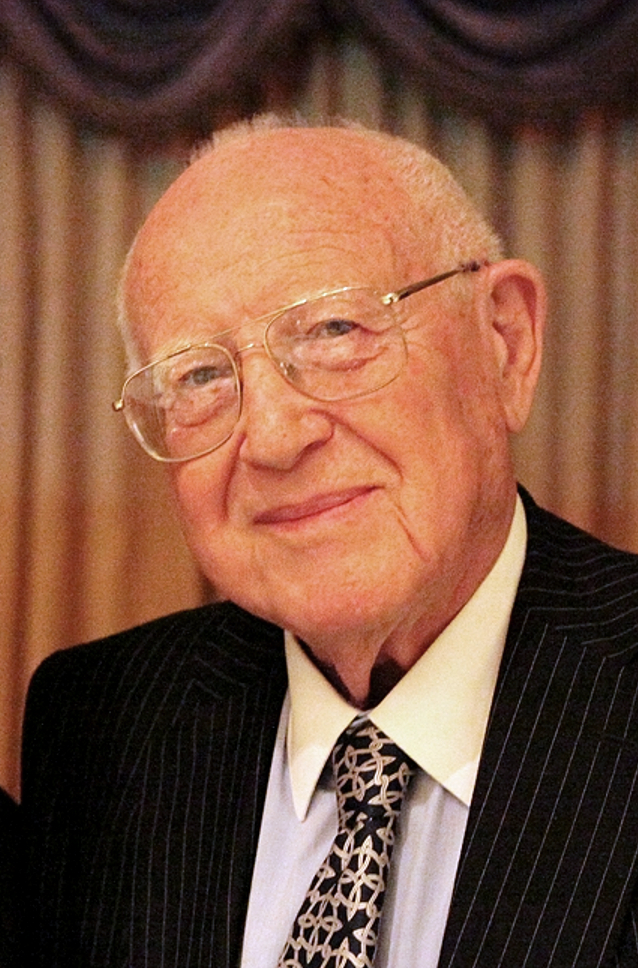
Den kroatiske skådespelaren Branko Lustig avled 14 november, 87 år gammal.

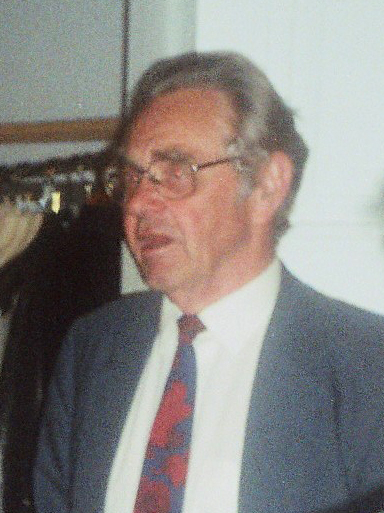
Den svenske politikern och statsvetaren Bertil Fiskesjö avled 30 november, 91 år gammal.

- 1 november – Margareta Biörnstad, 91, svensk riksantikvarie.[591]
- 2 november – Sigge Ericsson, 89, svensk skridskoåkare, bragdmedaljör 1955.[592]
- 2 november – Gunnar Kanevad, 89, svensk konsthantverkare.[593]
- 2 november – Dean Prentice, 87, kanadensisk ishockeyspelare.[594]
- 4 november – Jacques Dupont, 91, fransk tävlingscyklist.[595]
- 4 november – Timi Hansen, 61, dansk hårdrocks- och heavy metal-basist.[596]
- 4 november – Dmitrij Vasilenko, 43, rysk gymnast.[597]
- 5 november – Ulf-Erik Slotte, 87, finländsk diplomat.[598]
- 7 november – Robert Freeman, 82, brittisk fotograf och designer.[källa behövs]
- 11 november – Frank Dobson, 79, brittisk Labour-politiker, hälsovårdsminister 1997–1999.[källa behövs]
- 12 november – Mitsuhisa Taguchi, 64, japansk fotbollsspelare.[källa behövs]
- 13 november – Raymond Poulidor, 83, fransk tävlingscyklist.[599]
- 14 november – Branko Lustig, 87, kroatisk filmproducent (Schindler's List, Gladiator).[600]
- 14 november – Anja Tulenheimo-Takki, 82, finländskt justitieråd.[601]
- 15 november – Harrison Dillard, 96, amerikansk friidrottare.[602]
- 15 november – Sallie McFague, 86, amerikansk ekofeministisk teolog.[källa behövs]
- 17 november – Jiřina Čermáková, 75, tjeckisk landhockeyspelare.[källa behövs]
- 17 november – Per Flygare, 74, svensk skådespelare.[603]
- 19 november – Leif Salmén, 67, finlandssvensk journalist och författare.[604]
- 20 november – Michael J. Pollard, 80, amerikansk skådespelare.[605]
- 21 november – Bengt-Erik Grahn, 78, svensk alpin skidåkare.[606]
- 22 november – Per Elam, 87, svensk skådespelare.[607]
- 22 november – Antti Rantakangas, 55, finländsk politiker och riksdagsledamot.[källa behövs]
- 22 november – Bowen Stassforth, 93, amerikansk simmare.[608]
- 24 november – Goo Ha-ra, 28, sydkoreansk sångare och skådespelare.[609]
- 26 november – Jakob "Köbi" Kuhn, 76, schweizisk fotbollsspelare och tränare.[källa behövs]
- 27 november – Maarit Feldt-Ranta, 51, finländsk socialdemokratisk politiker och riksdagsledamot.[610]
- 27 november – Godfrey Gao, 35, taiwanesisk-kanadensisk modell och skådespelare.[611]
- 27 november – Karin Langebo, 92, svensk operasångare (sopran) och harpist.[612]
- 27 november – William Ruckelshaus, 87, amerikansk advokat och statstjänsteman, tillförordnad chef för FBI 1973 (Watergateaffären).[613]
- 27 november – Hans Scheike, 95, svensk grafolog och sektledare.[källa behövs]
- 28 november – Jan Nygren, 85, svensk skådespelare.[614]
- 28 november – Pim Verbeek, 63, nederländsk fotbollstränare.[källa behövs]
- 29 november – Yasuhiro Nakasone, 101, japansk politiker, premiärminister 1982–1987.[615]
- 30 november – Bertil Fiskesjö, 91, svensk centerpartistisk politiker och statsvetare.[616]
- 30 november – Michael Howard, 97, brittisk historiker.[källa behövs]
- 30 november – Mariss Jansons, 76, lettisk-rysk dirigent.[källa behövs]

## December

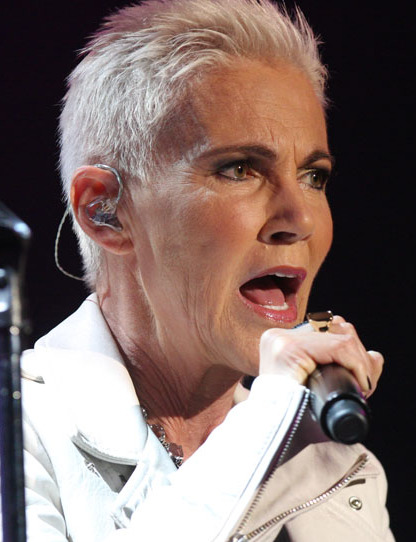
Den svenska sångaren och artisten Marie Fredriksson avled 9 december, 61 år gammal.

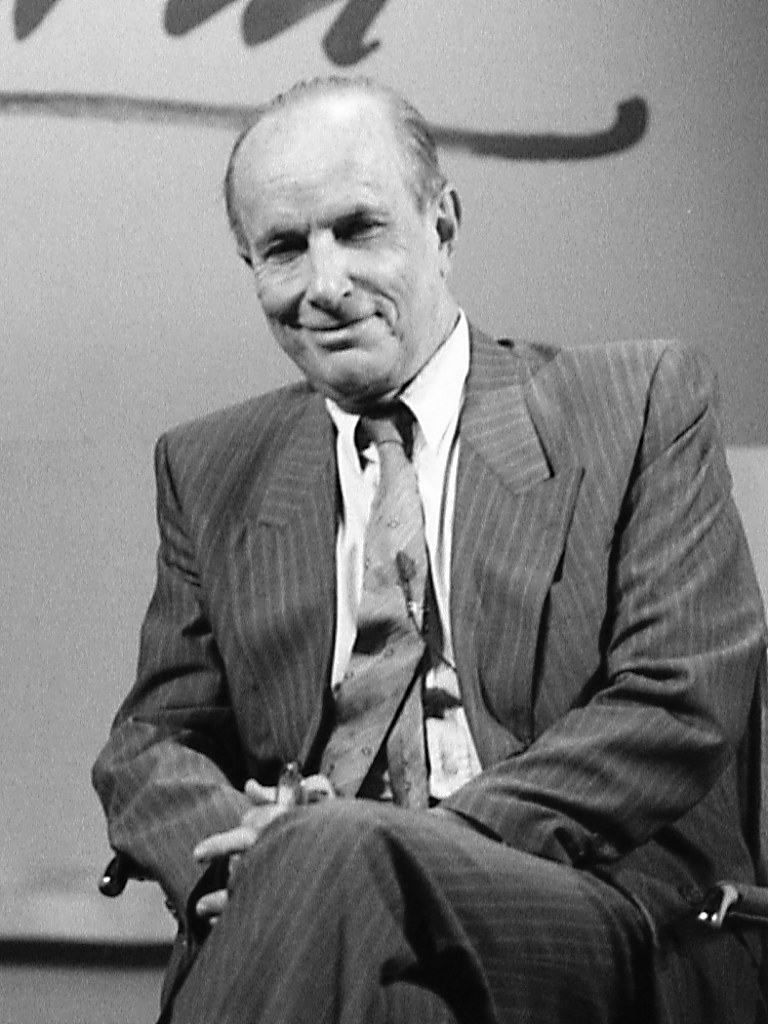
Den svenske filmkritikern, programledaren och kulturjournalisten Nils Petter Sundgren avled 30 december, 90 år gammal.

- 1 december – Miguelina Cobián, 77, kubansk friidrottare (sprinter).[källa behövs]
- 1 december – Sonja Petterson, 84, svensk skulptör.[617][618]
- 3 december – Göte Bernhardsson, 76, svensk ämbetsman och generaldirektör, landshövding i Västra Götalands län 1998–2008.[619][620]
- 3 december – Olavi Rimpiläinen, 82, finländsk biskop.[621]
- 4 december – Leonard Goldberg, 85, amerikansk film- och TV-producent.[622]
- 4 december – Sheila Mercier, 100, brittisk skådespelare (Annie Sugden i Hem till gården).[623]
- 6 december – Ulla-Christina Sjöman, 93, finlandssvensk förbönsledare.[624]
- 7 december – Reinhard Bonnke, 79, tysk-amerikansk evangelist.[källa behövs]
- 8 december – René Auberjonois, 79, amerikansk skådespelare.[625]
- 8 december – Paul Volcker, 92, amerikansk nationalekonom och statstjänsteman, ordförande för USA:s centralbank Federal Reserve System 1979–1987.[626]
- 8 december – Juice Wrld, 21, amerikansk rappare.[källa behövs]
- 8 december – Zvonimir Vujin, 76, jugoslavisk (serbisk) boxare.
- 9 december – Marie Fredriksson, 61, svensk sångare, artist och låtskrivare.[627]
- 10 december – Albert Bertelsen, 98, dansk målare och illustratör.[källa behövs]
- 10 december – Frederick B. Dent, 97, amerikansk affärsman och republikansk politiker, handelsminister 1973–1975.[628]
- 10 december – Jurij Luzjkov, 83, rysk politiker, Moskvas borgmästare 1992–2010.[källa behövs]
- 11 december – Malin Alfvén, 72, svensk barn- och föräldrapsykolog och författare.
- 12 december – Danny Aiello, 86, amerikansk skådespelare.[629]
- 12 december – Jorge Hernández Padrón, 65, kubansk boxare.[källa behövs]
- 12 december – Gunnar Smoliansky, 86, svensk fotograf.[630]
- 12 december – Peter Snell, 80, nyzeeländsk friidrottare, trefaldig olympisk guldmedaljör.
- 12 december – Stig Sollander, 93, svensk utförsskidåkare och bowlare.[631]
- 13 december – Lawrence Bittaker, 79, amerikansk seriemördare och våldtäktsman.
- 13 december – Phase 2, 64, amerikansk graffitikonstnär.
- 14 december – Anna Karina, 79, danskfödd fransk skådespelare.
- 15 december – George Ferguson, 67, kanadensisk ishockeyspelare.[632]
- 15 december – Göran Hammarström, 97, svensk lingvist.[633]
- 17 december – Karin Balzer, 81, tysk (östtysk) friidrottare (häcklöpare).
- 18 december – Kenneth Lindmark, 70, svensk militär.[634]
- 18 december – Claudine Auger, 78, fransk skådespelare och modell.[635]
- 18 december – Per Axelsson, 86, svensk tandläkare.[636]
- 18 december – Kenny Lynch, 81, brittisk sångare, låtskrivare och skådespelare.
- 19 december – Jan de Laval, 71, svensk skådespelare.[637]
- 20 december – Matti Ahde, 73, finländsk politiker, riksdagsledamot 1970–1990 och 2003–2011.
- 20 december – Junior Johnson, 88, amerikansk racerförare.
- 20 december – Roland Matthes, 69, tysk (östtysk) simmare och olympisk guldmedaljör.
- 21 december – Stefan Angelov, 72, bulgarisk brottare.
- 21 december – Martin Peters, 76, brittisk (engelsk) fotbollsspelare.[638]
- 22 december – Tony Britton, 95, brittisk skådespelare.[639]
- 23 december – Bengt Söderbergh, 94, svensk författare och översättare.[640]
- 23 december – Ulla Trenter, 83, svensk författare och översättare.[641]
- 24 december – Allee Willis, 72, amerikansk låtskrivare.[642]
- 25 december – Ari Behn, 47, norsk författare och konstnär, prinsessan Märtha Louises make 2002–2017.[643]
- 25 december – Peter Schreier, 84, tysk operasångare och dirigent.
- 26 december – Jocelyn Burdick, 97, amerikansk demokratisk politiker, senator 1992.
- 26 december – Sleepy LaBeef, 84, amerikansk rockabilly-sångare och musiker.
- 26 december – Sue Lyon, 73, amerikansk skådespelare.[644]
- 27 december – Don Imus, 79, amerikansk radio- och TV-programledare och musiker.
- 27 december – Jack Sheldon, 88, amerikansk sångare, trumpetare och skådespelare.[645]
- 28 december – Vilhjálmur Einarsson, 85, isländsk friidrottare.
- 29 december – Neil Innes, 75, brittisk komiker och musiker (bland annat tillsammans med Monty Python).
- 29 december – Manfred Stolpe, 83, tysk politiker, ministerpresident i Brandenburg 1990–2002 och transport-, byggnads- och bostadsminister 2002–2005.
- 30 december – Nils Petter Sundgren, 90, svensk filmkritiker, programledare och kulturjournalist.[646]